# Stazione spaziale internazionale
La Stazione spaziale internazionale, in sigla SSI (nota anche con l'acronimo ISS, dall'inglese International Space Station; in russo Междунаро́дная косми́ческая ста́нция, МКС), è una stazione spaziale in orbita terrestre bassa, dedicata alla ricerca scientifica e gestita come progetto congiunto da cinque diverse agenzie spaziali: la statunitense NASA, la russa RKA, l'europea ESA (con tutte le agenzie spaziali correlate), la giapponese JAXA e la canadese CSA-ASC.
La struttura della stazione, con i suoi oltre cento metri di intelaiatura, copre un'area maggiore di qualsiasi altra stazione spaziale precedente, tanto da renderla visibile dalla Terra a occhio nudo. Le sezioni di cui è composta sono gestite da centri di controllo missione a terra, resi operativi dalle agenzie spaziali che partecipano al progetto.
Viaggia a una velocità media di 27600 km/h, completando 15,5 orbite al giorno e viene mantenuta in orbita a un'altitudine compresa tra 330 e 410 km. Fin dal 2 novembre 2000 è abitata continuativamente da un equipaggio variabile tra 2 e 7 astronauti. Nel tempo l'equipaggio è stato sostituito varie volte ed alcuni astronauti sono tornati più volte sulla SSI.
La costruzione della SSI è iniziata nel 1998 e doveva essere completata entro il 2017, tuttavia l'ultimo modulo pressurizzato è stato installato nel 2021. Il termine della operatività è stato fissato per il 2030, e nell'anno successivo sarà dismessa tramite un rientro controllato nell'atmosfera.
Il 20 novembre 2020 sono stati celebrati i 20 anni dell'umanità a bordo della Stazione Spaziale: il primo equipaggio si è infatti insediato, a due anni dal lancio dei primi moduli, il 20 novembre 2000 con la missione Expedition 1.
Il costo totale è stato stimato dall'ESA in 100 miliardi di euro in 30 anni. Il suo obiettivo, come è stato definito dalla NASA, è quello di sviluppare e testare tecnologie per l'esplorazione spaziale, sviluppare tecnologie in grado di mantenere in vita un equipaggio in missioni oltre l'orbita terrestre e acquisire esperienze operative per voli spaziali di lunga durata, nonché servire come un laboratorio di ricerca in un ambiente di microgravità, in cui gli equipaggi conducono esperimenti di biologia, chimica, medicina, fisiologia e fisica e compiono osservazioni astronomiche e meteorologiche.
La proprietà e l'utilizzo della stazione spaziale sono stabiliti tramite accordi intergovernativi, che consentono alla Federazione russa di mantenere la piena proprietà dei suoi moduli. L'agenzia spaziale russa manterrà le operazioni del segmento orbitale russo fino al 2024.

## Origine della stazione

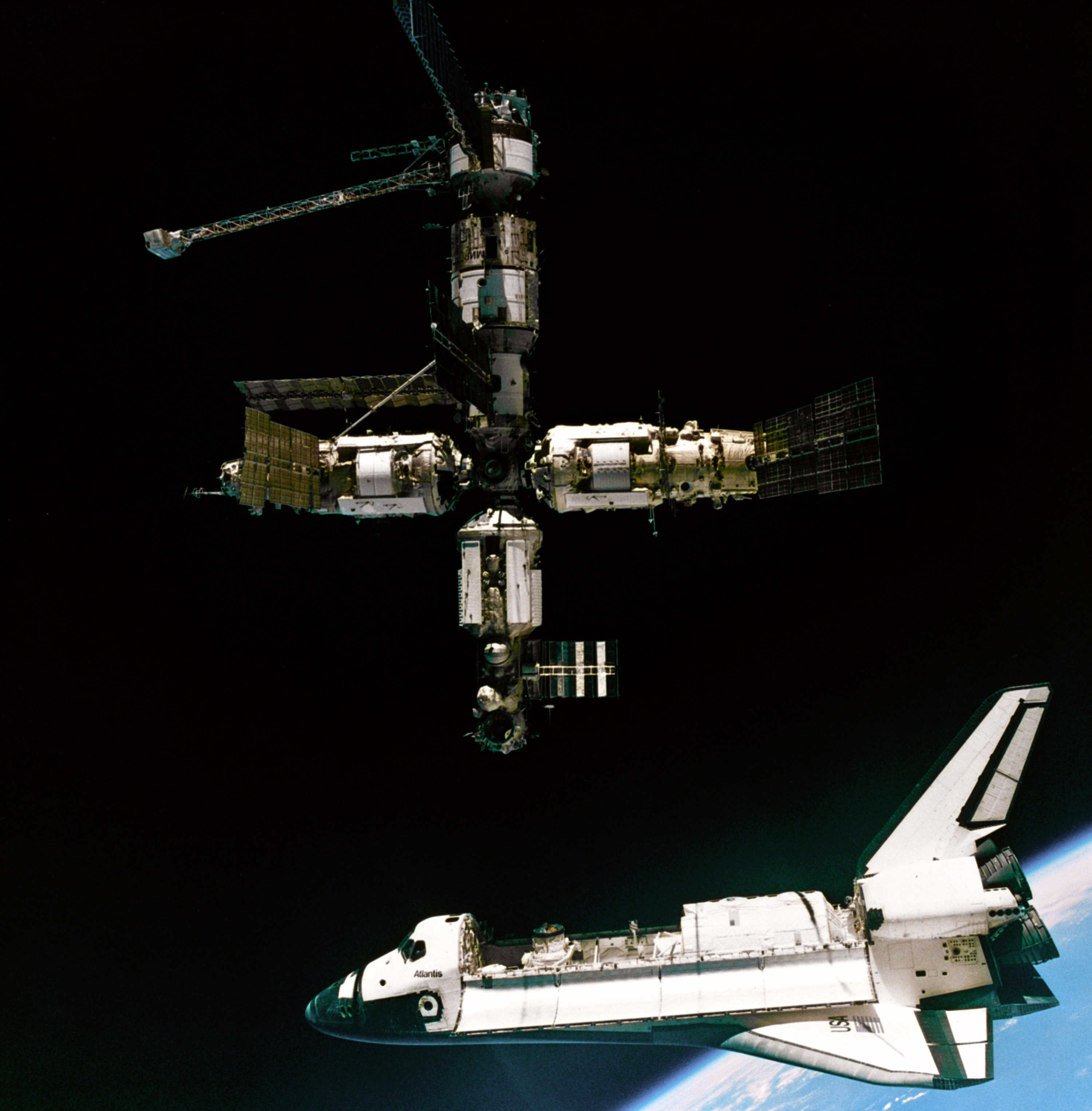
Atlantis si allontana dalla Mir durante la missione STS-71 per il programma Shuttle-Mir.

La Stazione Spaziale Internazionale rappresenta l'unione di vari progetti di stazioni spaziali nazionali che hanno avuto origine durante la guerra fredda. All'inizio degli anni ottanta, la NASA pianificò la realizzazione della stazione Freedom come controparte delle stazioni spaziali sovietiche Saljut e Mir. Freedom tuttavia non superò la fase di progetto e, con la caduta dell'Unione Sovietica, la sua realizzazione fu annullata. Le difficoltà economiche della NASA, comuni anche alle altre agenzie spaziali, convinsero l'amministrazione statunitense a contattare altri governi interessati all'esplorazione spaziale per realizzare un progetto comune. Contestualmente il caos economico nella Russia post-sovietica aveva portato alla cancellazione di Mir-2 (che avrebbe dovuto succedere alla Mir), nonostante il suo blocco di base, DOS-8, fosse già stato realizzato.
All'inizio degli anni novanta, il governo statunitense aveva coinvolto le agenzie spaziali di Europa, Russia, Canada e Giappone nel progetto di una stazione spaziale congiunta, indicata come "Alpha". Nel giugno 1992, il presidente statunitense George H. W. Bush e il presidente russo Boris El'cin strinsero accordi ufficiali di collaborazione nell'esplorazione dello spazio e nel settembre del 1993, il vicepresidente statunitense Al Gore e il primo ministro russo Viktor Černomyrdin annunciarono i piani per la costruzione della nuova stazione spaziale, avviando anche il Programma Shuttle-Mir, che condusse a missioni dello Space Shuttle verso la stazione spaziale sovietica Mir allo scopo di incrementare la collaborazione tra le agenzie spaziali russa e statunitense e testare quelle soluzioni che avrebbero permesso l'integrazione della tecnologia russa e statunitense nella SSI. Negli accordi stipulati tra i vari partner internazionali, si previde il ri-utilizzo delle soluzioni progettuali che ciascun agenzia aveva sviluppato per la realizzazione di una propria stazione spaziale; così, la stazione finì con l'essere basata sui progetti della stazione Freedom della NASA, sulla stazione Mir-2 (divenuta il cuore del modulo Zvezda), sul laboratorio Columbus dell'ESA, che inizialmente doveva essere un modulo autonomo e sul laboratorio giapponese Kibo.

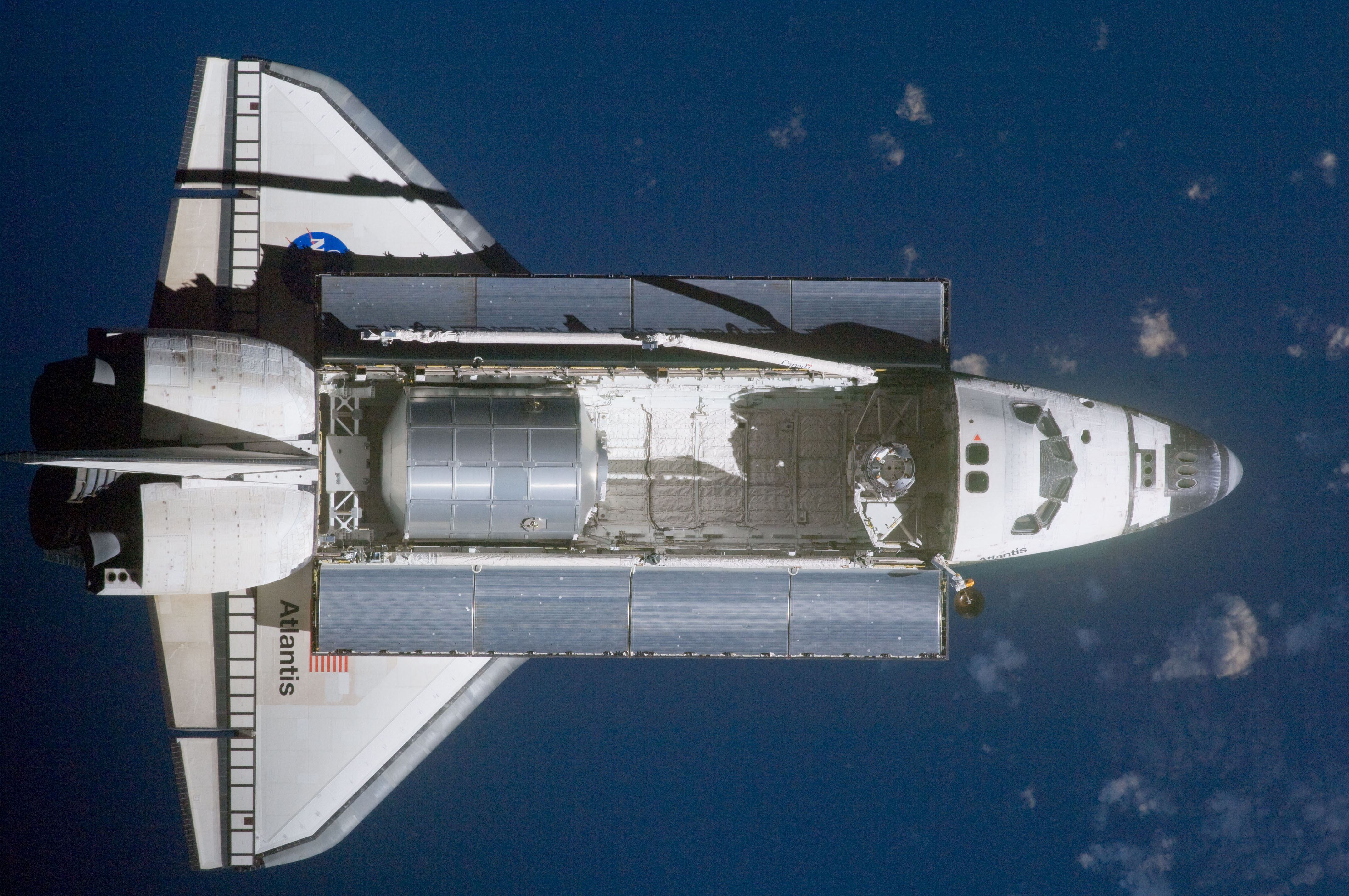
Lo Space Shuttle Atlantis durante la missione STS-135, avente nella stiva l'ultimo dei Multi-Purpose Logistics Module che una volta attraccato sarebbe diventato uno dei Permanent Multipurpose Module.

Quando il primo modulo Zarja fu lanciato nel 1998 si stimava che la stazione sarebbe stata completata entro il 2003. In seguito a ritardi la data venne spostata al 2017 e poi al 2021. In quell'anno sono stati aggiunti gli ultimi moduli pressurizzati Nauka e Prichal. Lo sviluppo della stazione non si è tuttavia arrestato, e prosegue con il coinvolgimento di aziende private. Nel 2020 è stato installato il modulo sperimentale Bishop Airlock Module, sviluppato da Nanoracks, Thales Alenia Space e Boeing e sono attualmente in costruzione i moduli del futuro segmento Orbitale Axiom, sviluppati da Axiom Space, che costituirà una espansione della stazione a fini commerciali. L'ESA, inoltre, stimò nel 2005 che il costo del progetto dalla fine degli anni ottanta al 2016 potesse superare i 100 miliardi di euro.

### Finalità
La Stazione Spaziale Internazionale svolge principalmente la funzione di laboratorio di ricerca scientifica, per la quale offre il vantaggio rispetto ai veicoli spaziali, come lo Space Shuttle, di essere una piattaforma a lungo termine in ambiente spaziale, in cui possono essere condotti esperimenti di lunga durata in assenza di peso. La presenza di un equipaggio permanente permette inoltre di monitorare, integrare, riparare e sostituire gli esperimenti e le componenti della stessa navicella spaziale. Gli scienziati a terra hanno accesso rapido ai dati forniti dal personale di volo e possono modificare esperimenti o fare arrivare nuovi prodotti in breve tempo, cosa generalmente non fattibile su veicoli spaziali senza equipaggio.
Gli equipaggi, che abitano la stazione in missioni (chiamate Expedition) di diversi mesi di durata, conducono esperimenti scientifici ogni giorno (circa 160 ore-uomo in una settimana). I risultati degli esperimenti vengono pubblicati mensilmente.
La SSI fornisce un punto di relativa sicurezza, in orbita terrestre bassa (low earth orbit o LEO), per testare componenti di veicoli spaziali che saranno necessari per le future missioni di lunga durata verso la Luna e Marte. La possibilità di acquisire esperienza nella manutenzione, riparazione e sostituzione dei suoi componenti in orbita è di fondamentale importanza per la gestione di un veicolo spaziale lontano dalla Terra.
Una parte degli scopi della stazione è relativa alla cooperazione internazionale e all'istruzione. L'equipaggio della SSI fornisce opportunità per gli studenti sulla Terra di eseguire esperimenti sviluppati dai partecipanti facendo poi dimostrazioni a scopo didattico. La cooperazione di 14 nazioni diverse al suo sviluppo è certamente un buon banco di prova per future collaborazioni internazionali.

#### Ricerca scientifica
La SSI fornisce una struttura per condurre esperimenti che richiedono una o più condizioni anomale che risultano essere presenti sulla stazione. I principali campi di ricerca comprendono la ricerca sull'uomo, la medicina spaziale, la biologia, (con esperimenti biomedici e sulle biotecnologie), la fisica (compresa la meccanica dei fluidi e la meccanica quantistica), la scienza dei materiali, l'astronomia (inclusa la cosmologia) e la meteorologia. La NASA, con l'Authorization Act 2005 ha designato il segmento americano della SSI come un laboratorio nazionale con l'obiettivo di incrementare il suo utilizzo da parte di altre agenzie federali e del settore privato. La ricerca sulla SSI ha migliorato le conoscenze degli effetti sul corpo umano della permanenza nello spazio a lungo termine. Gli studi si sono concentrati sull'atrofia muscolare, sulla perdita di tessuto osseo e sulle dinamiche dei fluidi.
I dati saranno utilizzati per determinare se la colonizzazione dello spazio e voli umani di lunga durata siano fattibili. A partire dal 2006, i dati sulla perdita di massa ossea e muscolare suggeriscono che ci sarebbe un significativo rischio di fratture e problemi di circolazione se gli astronauti atterrassero su un pianeta dopo un lungo viaggio interplanetario (come ad esempio un viaggio della durata di sei mesi, necessari per raggiungere Marte). Importanti studi medici vengono condotti a bordo della SSI attraverso il National Space Biomedical Research Institute (NSBRI). Tra questi l'Advanced Diagnostic Ultrasound in Microgravity in cui gli astronauti, sotto la guida di esperti a Terra, eseguono ecografie. Solitamente non vi è nessun medico a bordo della SSI e la diagnosi delle condizioni mediche rappresenta una sfida. Si prevede che l'ecografia guidata a distanza avrà applicazioni sulla Terra in situazioni di emergenza e in contesti rurali dove l'accesso alle cure di un medico esperto sono difficili.
I ricercatori stanno studiando anche l'effetto di un ambiente in quasi assenza di peso sulla evoluzione, lo sviluppo, la crescita e sui processi interni di piante e animali. In risposta ad alcuni di questi dati, la NASA si propone di indagare gli effetti della microgravità sulla sintetizzazione e crescita di tessuti umani e di proteine sconosciute che possono essere prodotte nello spazio.
Gli studi in microgravità sulla fisica dei fluidi permetterà ai ricercatori di capire meglio il loro comportamento: infatti poiché i fluidi nello spazio possono essere mescolati quasi completamente senza dover tenere conto del loro peso, sarà possibile studiare quelle combinazioni di liquidi che non si mescolerebbero sulla Terra. Grazie a esperimenti condotti all'esterno della stazione, a temperature molto basse ed in quasi assenza di peso sarà possibile ampliare le nostre conoscenze sugli stati della materia (in particolare sui superconduttori) poiché la combinazione di queste due condizioni dovrebbe far osservare i passaggi di stato come se li si vedesse al rallentatore.
Lo studio delle scienze dei materiali è un'importante attività di ricerca svolta sulla SSI. Altre aree di interesse includono ricerche che esaminano la combustione nello spazio coinvolgendo l'efficienza delle reazioni e la formazione di sottoprodotti, con possibili miglioramenti nel processo di produzione dell'energia sia qui sulla Terra che per i veicoli spaziali, cosa che avrebbe importanti conseguenze economiche ed ambientali. Gli obiettivi futuri sono indirizzati allo studio di aerosol, ozono, vapore acqueo e ossidi nell'atmosfera terrestre, così come i raggi cosmici, la polvere cosmica, l'antimateria e la materia oscura nell'universo.
Nel campo della fisica, grosse aspettative vengono dall'Alpha Magnetic Spectrometer, un rivelatore utilizzato per la fisica delle particelle installato nella stazione grazie alla missione STS-134. Esso è progettato per la ricerca di nuovi tipi di particelle tramite la misura ad alta precisione della composizione dei raggi cosmici.
Oltre a tutti gli esperimenti che verranno effettuati, il mantenimento stesso di una presenza costante dell'uomo nello spazio aiuterà a migliorare i sistemi per il supporto vitale ed il controllo ambientale, a trovare nuovi metodi per la cura delle malattie e per la produzione di materiali, fornendo così quelle conoscenze indispensabili alla colonizzazione umana dello spazio.

## Assemblaggio

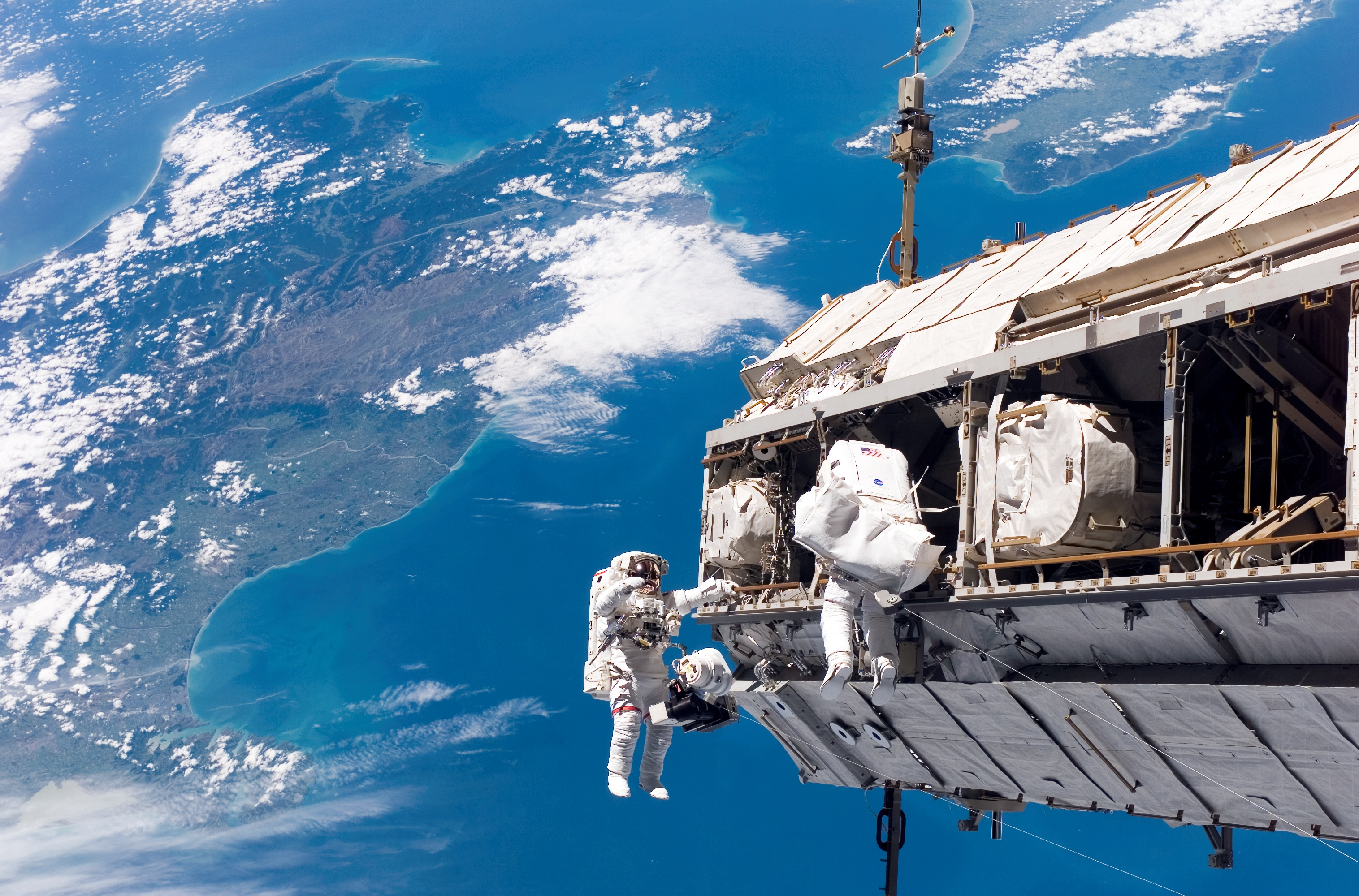
Lavori all'esterno della SSI sulla Nuova Zelanda.

Dopo l'incidente del Columbia avvenuto il 1º febbraio 2003, e la successiva sospensione del programma Space Shuttle, il futuro della SSI rimase incerto fino al 2006. Infatti, subito dopo il lancio dello Shuttle Discovery nel luglio 2005 con la missione STS-114 sorsero diversi problemi che vennero risolti con riparazioni estemporanee in spazio aperto. La NASA decise allora una nuova sospensione del programma spaziale fino alla risoluzione dei nuovi problemi emersi.

Durante la sospensione dei voli degli Shuttle la stazione sopravvisse solamente grazie ai rifornimenti della navetta russa Sojuz. Dalla Expedition 7 l'equipaggio fu ridotto a 2 persone rispetto alle 3 previste dal piano di volo. La mancata visita dello Shuttle alla stazione per un lungo periodo pose seri problemi, dato che la costruzione era interrotta (lo Shuttle era l'unica navetta in grado di portare in orbita i moduli principali) e le stesse operazioni erano limitate dalla presenza di rifiuti non riportati sulla Terra. I trasporti Progress e la missione STS-114 permisero di ridimensionare il problema dei rifiuti

(Nell'immagine: L'ultimo decollo dello Space Shuttle Columbia)
L'assemblaggio della Stazione Spaziale Internazionale ha costituito un imponente sforzo di architettura spaziale, iniziato nel novembre del 1998. I moduli russi, con l'eccezione di Rassvet, sono stati messi in orbita tramite lanciatori senza equipaggio e agganciati in modo automatico. Tutti gli altri elementi sono stati portati grazie ai voli dello Space Shuttle e assemblati dai membri dell'equipaggio della navetta o della stazione per mezzo di attività extraveicolari e con l'utilizzo del braccio robotico. Al 5 giugno 2011, sono state effettuate complessivamente 159 passeggiate spaziali finalizzate all'assemblaggio per un totale di oltre 1 000 ore di lavoro, 127 di queste passeggiate hanno avuto origine dalla stazione, le rimanenti 32 hanno avuto luogo dalla navetta ancorata a essa.
Il primo segmento della SSI, Zarja, fu lanciato il 20 novembre 1998 a bordo di un razzo russo Proton automatico. Il modulo è provvisto di propulsione, di strumenti per il controllo dell'orientamento, per le comunicazioni e per la produzione di energia elettrica, ma manca di un supporto vitale a lungo termine. Due settimane più tardi, lo Space Shuttle Endeavour, nel corso della missione STS-88, trasportò in orbita il modulo Unity della NASA, che fu agganciato a Zarja grazie a una EVA. Il modulo è dotato di due porte (PMA): una utilizzata per realizzare il collegamento permanente con Zarja, l'altra per permettere l'attracco (docking) tra la navetta e la stazione spaziale. La SSI rimase disabitata per due anni, durante i quali il governo russo mantenne in servizio la stazione Mir, che venne dismessa nell'ottobre 2000 e fatta de-orbitare, giungendo alla sua distruzione controllata nell'atmosfera, nel marzo del 2001. Il 12 luglio 2000 avvenne il lancio di Zvezda che andò ad agganciarsi a Zarja grazie al software di bordo e al controllo da terra, integrando il complesso allora esistente di dormitori, servizi igienici, una cucina, impianti di riciclaggio di anidride carbonica, deumidificatori, generatori di ossigeno, apparecchiature di esercitazione, oltre agli strumenti per la trasmissione di dati e comunicazioni vocali con il controllo missione; rendendo, in tal modo, abitabile in modo permanente la stazione.

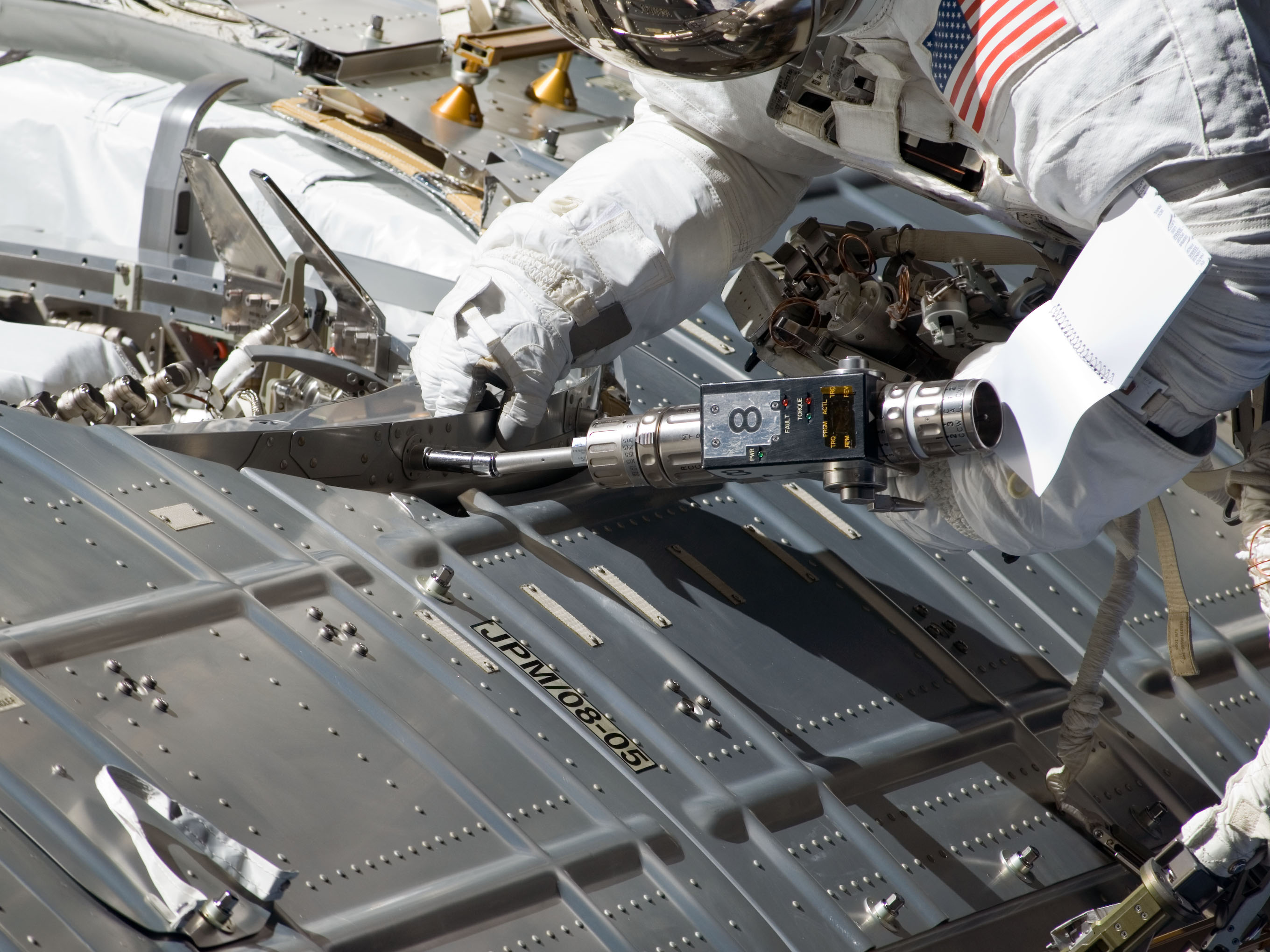
L'astronauta Ron Garan durante STS-124 compie una passeggiata spaziale per l'assemblaggio della SSI.

La missione Expedition 1, il primo equipaggio residente, giunse sulla stazione nel novembre del 2000 a bordo della Sojuz TM-31, nell'intermezzo tra le missioni STS-92 e STS-97, degli Space Shuttle. Attraverso queste ultime furono aggiunti alla stazione dei segmenti della Integrated Truss Structure, che la fornirono dei pannelli fotovoltaici, di un'antenna per le comunicazioni in banda Ku e degli strumenti per il controllo di assetto.
Nel corso dei due anni successivi, la stazione continuò a ingrandirsi. Un razzo Sojuz-U portò il modulo Pirs. Gli Space Shuttle Discovery, Atlantis e Endeavour consegnarono il laboratorio Destiny e l'airlock Quest, oltre al braccio robotico principale, il Canadarm2 e diversi segmenti appartenenti alle Integrated Truss Structure.
All'inizio del 2006 sono stati effettuati alcuni cambiamenti al piano di sviluppo della stazione. Diversi moduli sono stati cancellati o rimpiazzati da altri e il numero dei voli dello Shuttle è stato ridotto rispetto al piano originario. La ripresa ufficiale dell'assemblaggio è avvenuta con l'arrivo di Atlantis, nella missione STS-115, che ha installato un secondo set di pannelli fotovoltaici sulla stazione. Diversi segmenti e una terza serie di pannelli sono stati consegnati nelle missioni STS-116, STS-117 e STS-118. Queste aggiunte hanno permesso di portare un importante sviluppo nelle capacità di produzione di energia della stazione. Poco dopo sono stati aggiunti il nodo Harmony e il laboratorio europeo Columbus, seguiti dai primi due componenti del laboratorio Kibo. Nel marzo 2009, la missione STS-119 ha completato l'Integrated Truss Structure con l'installazione del quarto e ultimo set di pannelli fotovoltaici. La sezione finale di Kibo è stata assemblata nel luglio 2009 grazie alla missione STS-127, seguito poi dal modulo Poisk russo. Il terzo nodo, Tranquility, è stato assemblato nel febbraio 2010, durante la missione STS-130 dello Space Shuttle Endeavour con a fianco il modulo Cupola. L'ultimo modulo pressurizzato, Leonardo, è stato portato alla stazione nel corso dell'ultima missione del Discovery, la STS-133, seguito dall'Alpha Magnetic Spectrometer nella missione STS-134 dell'Endeavour.

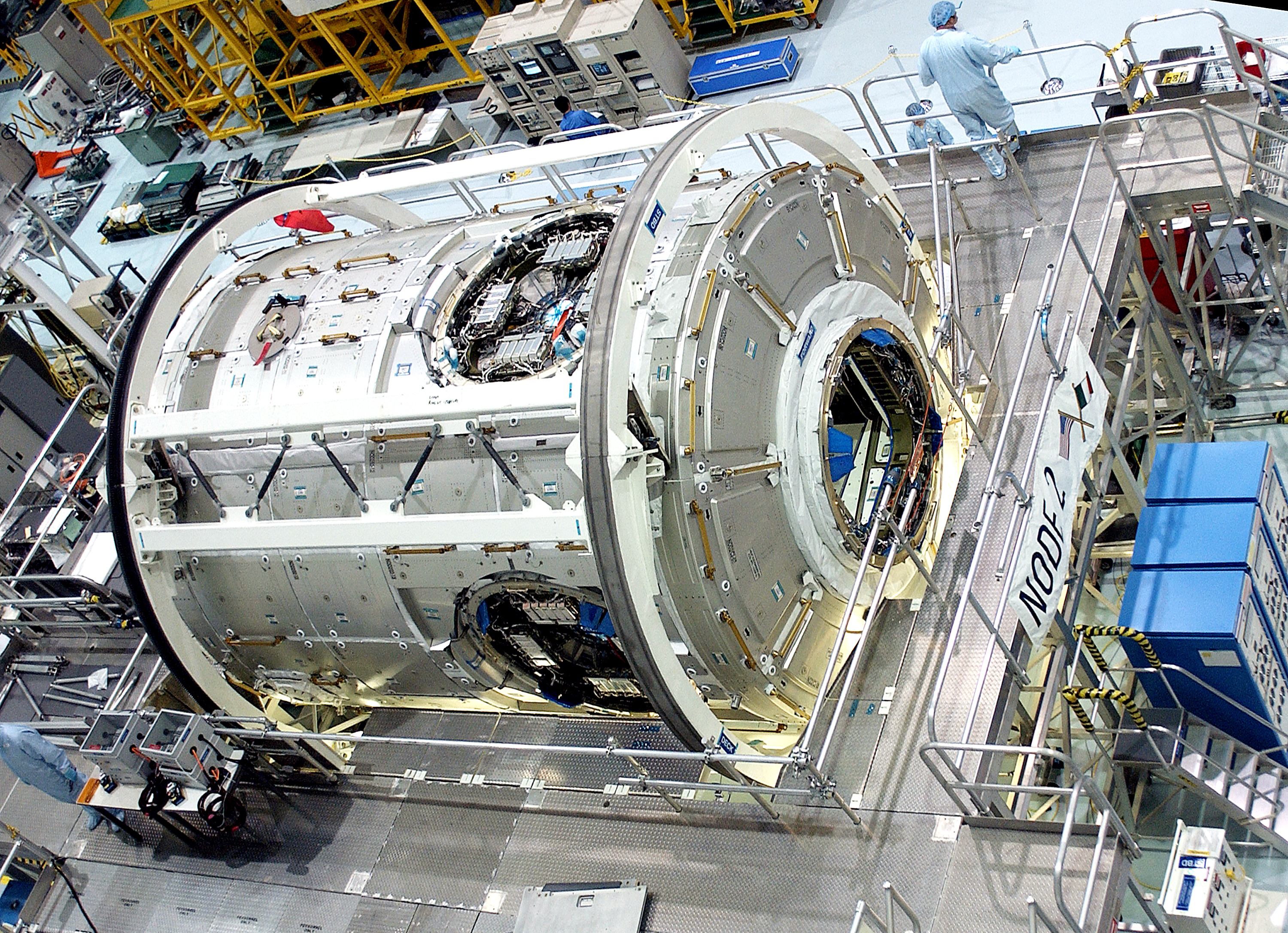
Harmony (Nodo 2).

Durante la missione STS-132 è stato installato il modulo Rassvet, chiamato originalmente Docking Cargo Module, impiegato per l'immagazzinamento di materiali e come portello di attracco. Nel corso del 2016 sono stati aggiunti il Bigelow Expandable Activity Module (BEAM), e due International Docking Adapter IDA-2 e IDA-3, che permettono l'attracco di navette diverse dallo Space Shuttle. Nel 2020 è stato infine installato il Bishop Airlock Module.
A febbraio del 2020 la NASA ha firmato un contratto con Axiom Space per l'installazione di 3 nuovi moduli sulla SSI, con il primo previsto per il 2024. Questi moduli costituiranno il "porto" commerciale per la SSI.
Nel 2021 è stato aggiunto il nuovo laboratorio russo Nauka, assieme all'European Robotic Arm e a novembre dello stesso anno, il modulo Prichal. Con quest'ultimo è stato completato il segmento orbitale russo.

## Struttura
Questo è il diagramma dei componenti principali della stazione spaziale. Il modulo Unity è collegato direttamente al laboratorio Destiny, ma per chiarezza sono mostrati separati.
     Componente pressurizzato
     Componente non pressurizzato
     Superstruttura
     Componente non ancora installato
|  |  |                 |                 |                 |                 |                 |                 |                            |                            |                            |                            |                            |                            |                            |                            |                            |                            |                            |                            |                            |                            |                            |                            |                |                |                  |                |                  |                |                            |                            |                            |                            |                            |                            |                            |                            |                            |                            |                            |                            |                            |                            |                 |                 |                            |                            |                                       |                            |                            |                            |                            |                            |                            |                            |                       |                       |                            |                            |                            |                            |                            |                            |                            |                            |                            |                            |  |  |
|  |  |                 |                 |                 |                 |                 |                 |                            |                            |                            |                            |                            |                            |                            |                            |                            |                            |                            |                            |                            |                            | Portello di aggancio russo |                            |                |                |                  |                |                  |                |                            |                            |                            |                            |                            |                            |                            |                            |                            |                            |                            |                            |                            |                            |                 |                 |                            |                            |                                       |                            |                            |                            |                            |                            |                            |                            |                       |                       |                            |                            |                            |                            |                            |                            |                            |                            |                            |                            |  |  |
|  |  |                 |                 |                 |                 |                 |                 |                            |                            |                            |                            |                            |                            | Pannello solare            | Pannello solare            | Pannello solare            | Pannello solare            | Pannello solare            | Pannello solare            |                            |                            | Zvezda                     | Zvezda                     | Zvezda         | Zvezda         | Zvezda           | Zvezda         |                  |                | Pannello solare            | Pannello solare            | Pannello solare            | Pannello solare            | Pannello solare            | Pannello solare            |                            |                            |                            |                            |                            |                            |                            |                            |                 |                 |                            |                            |                                       |                            |                            |                            |                            |                            |                            |                            |                       |                       |                            |                            |                            |                            |                            |                            |                            |                            |                            |                            |  |  |
|  |  |                 |                 |                 |                 |                 |                 |                            |                            |                            |                            |                            |                            | Pannello solare            | Pannello solare            | Pannello solare            | Pannello solare            | Pannello solare            | Pannello solare            |                            |                            | Zvezda                     | Zvezda                     | Zvezda         | Zvezda         | Zvezda           | Zvezda         |                  |                | Pannello solare            | Pannello solare            | Pannello solare            | Pannello solare            | Pannello solare            | Pannello solare            |                            |                            |                            |                            |                            |                            |                            |                            |                 |                 |                            |                            |                                       |                            |                            |                            |                            |                            |                            |                            |                       |                       |                            |                            |                            |                            |                            |                            |                            |                            |                            |                            |  |  |
|  |  |                 |                 |                 |                 |                 |                 |                            |                            |                            |                            |                            |                            |                            |                            |                            |                            |                            |                            |                            |                            |                            |                            |                |                |                  |                |                  |                |                            |                            |                            |                            |                            |                            |                            |                            |                            |                            |                            |                            |                            |                            |                 |                 |                            |                            |                                       |                            |                            |                            |                            |                            |                            |                            |                       |                       |                            |                            |                            |                            |                            |                            |                            |                            |                            |                            |  |  |
|  |  |                 |                 |                 |                 |                 |                 | Portello di aggancio russo | Portello di aggancio russo | Portello di aggancio russo | Portello di aggancio russo | Portello di aggancio russo | Portello di aggancio russo | Poisk (MRM-2) airlock      | Poisk (MRM-2) airlock      | Poisk (MRM-2) airlock      | Poisk (MRM-2) airlock      | Poisk (MRM-2) airlock      | Poisk (MRM-2) airlock      |                            |                            |                            |                            |                |                |                  |                |                  |                |                            |                            |                            |                            |                            |                            |                            |                            |                            |                            |                            |                            |                            |                            |                 |                 | Agganci per payload        | Agganci per payload        | Agganci per payload                   | Agganci per payload        | Agganci per payload        | Agganci per payload        |                            |                            |                            |                            |                       |                       |                            |                            |                            |                            |                            |                            |                            |                            |                            |                            |  |  |
|  |  |                 |                 |                 |                 |                 |                 | Portello di aggancio russo | Portello di aggancio russo | Portello di aggancio russo | Portello di aggancio russo | Portello di aggancio russo | Portello di aggancio russo | Poisk (MRM-2) airlock      | Poisk (MRM-2) airlock      | Poisk (MRM-2) airlock      | Poisk (MRM-2) airlock      | Poisk (MRM-2) airlock      | Poisk (MRM-2) airlock      |                            |                            |                            |                            |                |                |                  |                |                  |                |                            |                            |                            |                            |                            |                            |                            |                            |                            |                            |                            |                            |                            |                            |                 |                 | Agganci per payload        | Agganci per payload        | Agganci per payload                   | Agganci per payload        | Agganci per payload        | Agganci per payload        |                            |                            |                            |                            |                       |                       |                            |                            |                            |                            |                            |                            |                            |                            |                            |                            |  |  |
|  |  |                 |                 |                 |                 |                 |                 |                            |                            |                            |                            |                            |                            |                            |                            |                            |                            |                            |                            |                            |                            |                            |                            |                |                |                  |                |                  |                |                            |                            |                            |                            |                            |                            |                            |                            |                            |                            |                            |                            |                            |                            |                 |                 |                            |                            |                                       |                            |                            |                            |                            |                            |                            |                            |                       |                       |                            |                            |                            |                            |                            |                            |                            |                            |                            |                            |  |  |
|  |  |                 |                 |                 |                 |                 |                 |                            |                            |                            |                            |                            |                            |                            |                            |                            |                            |                            |                            |                            |                            |                            |                            |                |                |                  |                |                  |                | Radiatore                  | Radiatore                  | Radiatore                  | Radiatore                  | Radiatore                  | Radiatore                  |                            |                            | Pannello solare            | Pannello solare            | Pannello solare            | Pannello solare            | Pannello solare            | Pannello solare            |                 |                 |                            |                            |                                       |                            |                            |                            |                            |                            |                            |                            | ERA portable workpost | ERA portable workpost | ERA portable workpost      | ERA portable workpost      | ERA portable workpost      | ERA portable workpost      |                            |                            |                            |                            |                            |                            |  |  |
|  |  |                 |                 |                 |                 |                 |                 |                            |                            |                            |                            |                            |                            |                            |                            |                            |                            |                            |                            |                            |                            |                            |                            |                |                |                  |                |                  |                | Radiatore                  | Radiatore                  | Radiatore                  | Radiatore                  | Radiatore                  | Radiatore                  |                            |                            | Pannello solare            | Pannello solare            | Pannello solare            | Pannello solare            | Pannello solare            | Pannello solare            |                 |                 |                            |                            |                                       |                            |                            |                            |                            |                            |                            |                            | ERA portable workpost | ERA portable workpost | ERA portable workpost      | ERA portable workpost      | ERA portable workpost      | ERA portable workpost      |                            |                            |                            |                            |                            |                            |  |  |
|  |  |                 |                 |                 |                 |                 |                 |                            |                            |                            |                            |                            |                            |                            |                            |                            |                            |                            |                            |                            |                            |                            |                            |                |                |                  |                |                  |                |                            |                            |                            |                            |                            |                            |                            |                            |                            |                            |                            |                            |                            |                            |                 |                 |                            |                            | European Robotic Arm braccio robotico |                            |                            |                            |                            |                            |                            |                            |                       |                       |                            |                            |                            |                            |                            |                            |                            |                            |                            |                            |  |  |
|  |  |                 |                 |                 |                 |                 |                 |                            |                            |                            |                            |                            |                            |                            |                            |                            |                            |                            |                            |                            |                            |                            |                            |                |                |                  |                |                  |                |                            |                            |                            |                            |                            |                            |                            |                            |                            |                            |                            |                            |                            |                            |                 |                 |                            |                            |                                       |                            |                            |                            |                            |                            |                            |                            |                       |                       |                            |                            |                            |                            |                            |                            |                            |                            |                            |                            |  |  |
|  |  |                 |                 |                 |                 |                 |                 |                            |                            |                            |                            |                            |                            |                            |                            |                            |                            |                            |                            |                            |                            |                            |                            |                |                |                  |                |                  |                |                            |                            |                            |                            |                            |                            |                            |                            |                            |                            |                            |                            |                            |                            |                 |                 |                            |                            |                                       |                            |                            |                            |                            |                            |                            |                            |                       |                       | Portello di aggancio russo |                            |                            |                            |                            |                            |                            |                            |                            |                            |  |  |
|  |  |                 |                 |                 |                 |                 |                 |                            |                            |                            |                            |                            |                            |                            |                            |                            |                            |                            |                            |                            |                            |                            |                            |                |                |                  |                |                  |                |                            |                            |                            |                            |                            |                            |                            |                            |                            |                            |                            |                            |                            |                            |                 |                 |                            |                            |                                       |                            |                            |                            |                            |                            |                            |                            |                       |                       |                            |                            |                            |                            |                            |                            |                            |                            |                            |                            |  |  |
|  |  |                 |                 |                 |                 |                 |                 |                            |                            |                            |                            |                            |                            |                            |                            |                            |                            |                            |                            |                            |                            |                            |                            |                |                |                  |                |                  |                | Nauka MLM-U                |                            |                            |                            |                            |                            |                            |                            |                            |                            |                            |                            |                            |                            |                 |                 |                            |                            |                                       |                            |                            |                            |                            |                            |                            |                            |                       |                       |                            |                            |                            |                            |                            |                            |                            |                            |                            |                            |  |  |
|  |  |                 |                 |                 |                 |                 |                 |                            |                            |                            |                            |                            |                            |                            |                            |                            |                            |                            |                            |                            |                            |                            |                            |                |                |                  |                |                  |                |                            |                            |                            |                            |                            |                            |                            |                            |                            |                            |                            |                            |                            |                            |                 |                 |                            |                            |                                       |                            |                            |                            |                            |                            |                            |                            |                       |                       |                            |                            |                            |                            |                            |                            |                            |                            |                            |                            |  |  |
|  |  |                 |                 |                 |                 |                 |                 |                            |                            |                            |                            |                            |                            |                            |                            |                            |                            |                            |                            |                            |                            |                            |                            |                |                |                  |                |                  |                |                            |                            |                            |                            |                            |                            |                            |                            |                            |                            |                            |                            |                            |                            |                 |                 | Portello di aggancio russo | Portello di aggancio russo | Portello di aggancio russo            | Portello di aggancio russo | Portello di aggancio russo | Portello di aggancio russo |                            |                            | Prichal                    | Prichal                    | Prichal               | Prichal               | Prichal                    | Prichal                    |                            |                            | Portello di aggancio russo | Portello di aggancio russo | Portello di aggancio russo | Portello di aggancio russo | Portello di aggancio russo | Portello di aggancio russo |  |  |
|  |  |                 |                 |                 |                 |                 |                 |                            |                            |                            |                            |                            |                            |                            |                            |                            |                            |                            |                            |                            |                            |                            |                            |                |                |                  |                |                  |                |                            |                            |                            |                            |                            |                            |                            |                            |                            |                            |                            |                            |                            |                            |                 |                 | Portello di aggancio russo | Portello di aggancio russo | Portello di aggancio russo            | Portello di aggancio russo | Portello di aggancio russo | Portello di aggancio russo |                            |                            | Prichal                    | Prichal                    | Prichal               | Prichal               | Prichal                    | Prichal                    |                            |                            | Portello di aggancio russo | Portello di aggancio russo | Portello di aggancio russo | Portello di aggancio russo | Portello di aggancio russo | Portello di aggancio russo |  |  |
|  |  |                 |                 |                 |                 |                 |                 |                            |                            |                            |                            |                            |                            |                            |                            |                            |                            |                            |                            |                            |                            |                            |                            |                |                |                  |                |                  |                | Pannello solare            | Pannello solare            | Pannello solare            | Pannello solare            | Pannello solare            | Pannello solare            |                            |                            | Nauka experimental airlock | Nauka experimental airlock | Nauka experimental airlock | Nauka experimental airlock | Nauka experimental airlock | Nauka experimental airlock |                 |                 |                            |                            |                                       |                            |                            |                            |                            |                            |                            |                            |                       |                       |                            |                            |                            |                            |                            |                            |                            |                            |                            |                            |  |  |
|  |  |                 |                 |                 |                 |                 |                 |                            |                            |                            |                            |                            |                            |                            |                            |                            |                            |                            |                            |                            |                            |                            |                            |                |                |                  |                |                  |                | Pannello solare            | Pannello solare            | Pannello solare            | Pannello solare            | Pannello solare            | Pannello solare            |                            |                            | Nauka experimental airlock | Nauka experimental airlock | Nauka experimental airlock | Nauka experimental airlock | Nauka experimental airlock | Nauka experimental airlock |                 |                 |                            |                            |                                       |                            |                            |                            |                            |                            |                            |                            |                       |                       |                            |                            |                            |                            |                            |                            |                            |                            |                            |                            |  |  |
|  |  |                 |                 |                 |                 |                 |                 |                            |                            |                            |                            |                            |                            |                            |                            |                            |                            |                            |                            |                            |                            |                            |                            |                |                |                  |                |                  |                |                            |                            |                            |                            |                            |                            |                            |                            |                            |                            |                            |                            |                            |                            |                 |                 |                            |                            |                                       |                            | Portello di aggancio russo | Portello di aggancio russo | Portello di aggancio russo | Portello di aggancio russo | Portello di aggancio russo | Portello di aggancio russo |                       |                       | Portello di aggancio russo | Portello di aggancio russo | Portello di aggancio russo | Portello di aggancio russo | Portello di aggancio russo | Portello di aggancio russo |                            |                            |                            |                            |  |  |
|  |  |                 |                 |                 |                 |                 |                 |                            |                            |                            |                            |                            |                            | Pannello solare (retratto) | Pannello solare (retratto) | Pannello solare (retratto) | Pannello solare (retratto) | Pannello solare (retratto) | Pannello solare (retratto) |                            |                            | Zarya                      | Zarya                      | Zarya          | Zarya          | Zarya            | Zarya          |                  |                | Pannello solare (retratto) | Pannello solare (retratto) | Pannello solare (retratto) | Pannello solare (retratto) | Pannello solare (retratto) | Pannello solare (retratto) |                            |                            |                            |                            |                            |                            |                            |                            |                 |                 |                            |                            |                                       |                            | Portello di aggancio russo | Portello di aggancio russo | Portello di aggancio russo | Portello di aggancio russo | Portello di aggancio russo | Portello di aggancio russo |                       |                       | Portello di aggancio russo | Portello di aggancio russo | Portello di aggancio russo | Portello di aggancio russo | Portello di aggancio russo | Portello di aggancio russo |                            |                            |                            |                            |  |  |
|  |  |                 |                 |                 |                 |                 |                 |                            |                            |                            |                            |                            |                            | Pannello solare (retratto) | Pannello solare (retratto) | Pannello solare (retratto) | Pannello solare (retratto) | Pannello solare (retratto) | Pannello solare (retratto) |                            |                            | Zarya                      | Zarya                      | Zarya          | Zarya          | Zarya            | Zarya          |                  |                | Pannello solare (retratto) | Pannello solare (retratto) | Pannello solare (retratto) | Pannello solare (retratto) | Pannello solare (retratto) | Pannello solare (retratto) |                            |                            |                            |                            |                            |                            |                            |                            |                 |                 |                            |                            |                                       |                            |                            |                            |                            |                            |                            |                            |                       |                       |                            |                            |                            |                            |                            |                            |                            |                            |                            |                            |  |  |
|  |  |                 |                 |                 |                 |                 |                 |                            |                            |                            |                            |                            |                            |                            |                            |                            |                            |                            |                            |                            |                            |                            |                            |                |                |                  |                |                  |                |                            |                            |                            |                            |                            |                            |                            |                            |                            |                            |                            |                            |                            |                            |                 |                 |                            |                            |                                       |                            |                            |                            |                            |                            |                            |                            |                       |                       |                            |                            |                            |                            |                            |                            |                            |                            |                            |                            |  |  |
|  |  |                 |                 |                 |                 |                 |                 |                            |                            |                            |                            |                            |                            |                            |                            |                            |                            |                            |                            |                            |                            |                            |                            |                |                |                  |                |                  |                | Rassvet (MRM-1)            | Rassvet (MRM-1)            | Rassvet (MRM-1)            | Rassvet (MRM-1)            | Rassvet (MRM-1)            | Rassvet (MRM-1)            | Portello di aggancio russo | Portello di aggancio russo | Portello di aggancio russo | Portello di aggancio russo | Portello di aggancio russo | Portello di aggancio russo |                            |                            |                 |                 |                            |                            |                                       |                            |                            |                            |                            |                            |                            |                            |                       |                       |                            |                            |                            |                            |                            |                            |                            |                            |                            |                            |  |  |
|  |  |                 |                 |                 |                 |                 |                 |                            |                            |                            |                            |                            |                            |                            |                            |                            |                            |                            |                            |                            |                            |                            |                            |                |                |                  |                |                  |                | Rassvet (MRM-1)            | Rassvet (MRM-1)            | Rassvet (MRM-1)            | Rassvet (MRM-1)            | Rassvet (MRM-1)            | Rassvet (MRM-1)            | Portello di aggancio russo | Portello di aggancio russo | Portello di aggancio russo | Portello di aggancio russo | Portello di aggancio russo | Portello di aggancio russo |                            |                            |                 |                 |                            |                            |                                       |                            |                            |                            |                            |                            |                            |                            |                       |                       |                            |                            |                            |                            |                            |                            |                            |                            |                            |                            |  |  |
|  |  |                 |                 |                 |                 |                 |                 |                            |                            |                            |                            |                            |                            |                            |                            |                            |                            |                            |                            |                            |                            | portello PMA 1             |                            |                |                |                  |                |                  |                |                            |                            |                            |                            |                            |                            |                            |                            |                            |                            |                            |                            |                            |                            |                 |                 |                            |                            |                                       |                            |                            |                            |                            |                            |                            |                            |                       |                       |                            |                            |                            |                            |                            |                            |                            |                            |                            |                            |  |  |
|  |  |                 |                 |                 |                 |                 |                 |                            |                            |                            |                            |                            |                            |                            |                            |                            |                            |                            |                            |                            |                            |                            |                            |                |                |                  |                |                  |                |                            |                            |                            |                            |                            |                            |                            |                            |                            |                            |                            |                            |                            |                            |                 |                 |                            |                            |                                       |                            |                            |                            |                            |                            |                            |                            |                       |                       |                            |                            |                            |                            |                            |                            |                            |                            |                            |                            |  |  |
|  |  |                 |                 |                 |                 |                 |                 |                            |                            |                            |                            |                            |                            |                            |                            |                            |                            | Portello di attracco cargo | Portello di attracco cargo | Portello di attracco cargo | Portello di attracco cargo | Portello di attracco cargo | Portello di attracco cargo |                |                | PMM Leonardo     | PMM Leonardo   | PMM Leonardo     | PMM Leonardo   | PMM Leonardo               | PMM Leonardo               |                            |                            |                            |                            | BEAM                       | BEAM                       | BEAM                       | BEAM                       | BEAM                       | BEAM                       |                            |                            |                 |                 |                            |                            |                                       |                            |                            |                            |                            |                            |                            |                            |                       |                       |                            |                            |                            |                            |                            |                            |                            |                            |                            |                            |  |  |
|  |  |                 |                 |                 |                 |                 |                 |                            |                            |                            |                            |                            |                            |                            |                            |                            |                            | Portello di attracco cargo | Portello di attracco cargo | Portello di attracco cargo | Portello di attracco cargo | Portello di attracco cargo | Portello di attracco cargo |                |                | PMM Leonardo     | PMM Leonardo   | PMM Leonardo     | PMM Leonardo   | PMM Leonardo               | PMM Leonardo               |                            |                            |                            |                            | BEAM                       | BEAM                       | BEAM                       | BEAM                       | BEAM                       | BEAM                       |                            |                            |                 |                 |                            |                            |                                       |                            |                            |                            |                            |                            |                            |                            |                       |                       |                            |                            |                            |                            |                            |                            |                            |                            |                            |                            |  |  |
|  |  |                 |                 |                 |                 |                 |                 |                            |                            |                            |                            |                            |                            |                            |                            |                            |                            |                            |                            |                            |                            |                            |                            |                |                |                  |                |                  |                |                            |                            |                            |                            |                            |                            |                            |                            |                            |                            |                            |                            |                            |                            |                 |                 |                            |                            |                                       |                            |                            |                            |                            |                            |                            |                            |                       |                       |                            |                            |                            |                            |                            |                            |                            |                            |                            |                            |  |  |
|  |  |                 |                 |                 |                 |                 |                 |                            |                            |                            |                            |                            |                            | airlock Quest              | airlock Quest              | airlock Quest              | airlock Quest              | airlock Quest              | airlock Quest              |                            |                            | Unity Node 1               | Unity Node 1               | Unity Node 1   | Unity Node 1   | Unity Node 1     | Unity Node 1   |                  |                | Tranquility Node 3         | Tranquility Node 3         | Tranquility Node 3         | Tranquility Node 3         | Tranquility Node 3         | Tranquility Node 3         |                            |                            | airlock Bishop             | airlock Bishop             | airlock Bishop             | airlock Bishop             | airlock Bishop             | airlock Bishop             |                 |                 |                            |                            |                                       |                            |                            |                            |                            |                            |                            |                            |                       |                       |                            |                            |                            |                            |                            |                            |                            |                            |                            |                            |  |  |
|  |  |                 |                 |                 |                 |                 |                 |                            |                            |                            |                            |                            |                            | airlock Quest              | airlock Quest              | airlock Quest              | airlock Quest              | airlock Quest              | airlock Quest              |                            |                            | Unity Node 1               | Unity Node 1               | Unity Node 1   | Unity Node 1   | Unity Node 1     | Unity Node 1   |                  |                | Tranquility Node 3         | Tranquility Node 3         | Tranquility Node 3         | Tranquility Node 3         | Tranquility Node 3         | Tranquility Node 3         |                            |                            | airlock Bishop             | airlock Bishop             | airlock Bishop             | airlock Bishop             | airlock Bishop             | airlock Bishop             |                 |                 |                            |                            |                                       |                            |                            |                            |                            |                            |                            |                            |                       |                       |                            |                            |                            |                            |                            |                            |                            |                            |                            |                            |  |  |
|  |  |                 |                 |                 |                 |                 |                 |                            |                            |                            |                            |                            |                            | ESP-2                      | ESP-2                      | ESP-2                      | ESP-2                      | ESP-2                      | ESP-2                      |                            |                            |                            |                            |                |                |                  |                |                  |                | Cupola                     | Cupola                     | Cupola                     | Cupola                     | Cupola                     | Cupola                     |                            |                            |                            |                            |                            |                            |                            |                            |                 |                 |                            |                            |                                       |                            |                            |                            |                            |                            |                            |                            |                       |                       |                            |                            |                            |                            |                            |                            |                            |                            |                            |                            |  |  |
|  |  |                 |                 |                 |                 |                 |                 |                            |                            |                            |                            |                            |                            | ESP-2                      | ESP-2                      | ESP-2                      | ESP-2                      | ESP-2                      | ESP-2                      |                            |                            |                            |                            |                |                |                  |                |                  |                | Cupola                     | Cupola                     | Cupola                     | Cupola                     | Cupola                     | Cupola                     |                            |                            |                            |                            |                            |                            |                            |                            |                 |                 |                            |                            |                                       |                            |                            |                            |                            |                            |                            |                            |                       |                       |                            |                            |                            |                            |                            |                            |                            |                            |                            |                            |  |  |
|  |  | iROSA           | iROSA           | iROSA           | iROSA           | iROSA           | iROSA           |                            |                            | iROSA                      | iROSA                      | iROSA                      | iROSA                      | iROSA                      | iROSA                      |                            |                            |                            |                            |                            |                            |                            |                            |                |                |                  |                |                  |                |                            |                            |                            |                            | iROSA                      | iROSA                      | iROSA                      | iROSA                      | iROSA                      | iROSA                      |                            |                            | iROSA                      | iROSA                      | iROSA           | iROSA           | iROSA                      | iROSA                      |                                       |                            |                            |                            |                            |                            |                            |                            |                       |                       |                            |                            |                            |                            |                            |                            |                            |                            |                            |                            |  |  |
|  |  | iROSA           | iROSA           | iROSA           | iROSA           | iROSA           | iROSA           |                            |                            | iROSA                      | iROSA                      | iROSA                      | iROSA                      | iROSA                      | iROSA                      |                            |                            |                            |                            |                            |                            |                            |                            |                |                |                  |                |                  |                |                            |                            |                            |                            | iROSA                      | iROSA                      | iROSA                      | iROSA                      | iROSA                      | iROSA                      |                            |                            | iROSA                      | iROSA                      | iROSA           | iROSA           | iROSA                      | iROSA                      |                                       |                            |                            |                            |                            |                            |                            |                            |                       |                       |                            |                            |                            |                            |                            |                            |                            |                            |                            |                            |  |  |
|  |  |                 |                 |                 |                 |                 |                 |                            |                            |                            |                            |                            |                            |                            |                            |                            |                            |                            |                            |                            |                            |                            |                            |                |                |                  |                |                  |                |                            |                            |                            |                            |                            |                            |                            |                            |                            |                            |                            |                            |                            |                            |                 |                 |                            |                            |                                       |                            |                            |                            |                            |                            |                            |                            |                       |                       |                            |                            |                            |                            |                            |                            |                            |                            |                            |                            |  |  |
|  |  | Pannelli solari | Pannelli solari | Pannelli solari | Pannelli solari | Pannelli solari | Pannelli solari |                            |                            | Pannelli solari            | Pannelli solari            | Pannelli solari            | Pannelli solari            | Pannelli solari            | Pannelli solari            |                            |                            | Radiatore                  | Radiatore                  | Radiatore                  | Radiatore                  | Radiatore                  | Radiatore                  |                |                | Radiatore        | Radiatore      | Radiatore        | Radiatore      | Radiatore                  | Radiatore                  |                            |                            | Pannelli solari            | Pannelli solari            | Pannelli solari            | Pannelli solari            | Pannelli solari            | Pannelli solari            |                            |                            | Pannelli solari            | Pannelli solari            | Pannelli solari | Pannelli solari | Pannelli solari            | Pannelli solari            |                                       |                            |                            |                            |                            |                            |                            |                            |                       |                       |                            |                            |                            |                            |                            |                            |                            |                            |                            |                            |  |  |
|  |  | Pannelli solari | Pannelli solari | Pannelli solari | Pannelli solari | Pannelli solari | Pannelli solari |                            |                            | Pannelli solari            | Pannelli solari            | Pannelli solari            | Pannelli solari            | Pannelli solari            | Pannelli solari            |                            |                            | Radiatore                  | Radiatore                  | Radiatore                  | Radiatore                  | Radiatore                  | Radiatore                  |                |                | Radiatore        | Radiatore      | Radiatore        | Radiatore      | Radiatore                  | Radiatore                  |                            |                            | Pannelli solari            | Pannelli solari            | Pannelli solari            | Pannelli solari            | Pannelli solari            | Pannelli solari            |                            |                            | Pannelli solari            | Pannelli solari            | Pannelli solari | Pannelli solari | Pannelli solari            | Pannelli solari            |                                       |                            |                            |                            |                            |                            |                            |                            |                       |                       |                            |                            |                            |                            |                            |                            |                            |                            |                            |                            |  |  |
|  |  |                 |                 |                 |                 |                 |                 |                            |                            |                            |                            |                            |                            |                            |                            |                            |                            |                            |                            |                            |                            |                            |                            |                |                |                  |                |                  |                |                            |                            |                            |                            |                            |                            |                            |                            |                            |                            |                            |                            |                            |                            |                 |                 |                            |                            |                                       |                            |                            |                            |                            |                            |                            |                            |                       |                       |                            |                            |                            |                            |                            |                            |                            |                            |                            |                            |  |  |
|  |  |                 |                 |                 |                 |                 |                 |                            |                            | ELC 2, AMS                 | ELC 2, AMS                 | ELC 2, AMS                 | ELC 2, AMS                 | ELC 2, AMS                 | ELC 2, AMS                 |                            |                            |                            |                            |                            |                            | Segmento Z1                | Segmento Z1                | Segmento Z1    | Segmento Z1    | Segmento Z1      | Segmento Z1    |                  |                |                            |                            |                            |                            | ELC 3                      | ELC 3                      | ELC 3                      | ELC 3                      | ELC 3                      | ELC 3                      |                            |                            |                            |                            |                 |                 |                            |                            |                                       |                            |                            |                            |                            |                            |                            |                            |                       |                       |                            |                            |                            |                            |                            |                            |                            |                            |                            |                            |  |  |
|  |  |                 |                 | Segmento S5/6   | Segmento S5/6   | Segmento S5/6   | Segmento S5/6   | Segmento S5/6              | Segmento S5/6              | ELC 2, AMS                 | ELC 2, AMS                 | ELC 2, AMS                 | ELC 2, AMS                 | ELC 2, AMS                 | ELC 2, AMS                 | Segmento S3/S4             | Segmento S3/S4             | Segmento S3/S4             | Segmento S3/S4             | Segmento S3/S4             | Segmento S3/S4             | Segmento Z1                | Segmento Z1                | Segmento Z1    | Segmento Z1    | Segmento Z1      | Segmento Z1    | Segmento S1      | Segmento S1    | Segmento S1                | Segmento S1                | Segmento S1                | Segmento S1                | ELC 3                      | ELC 3                      | ELC 3                      | ELC 3                      | ELC 3                      | ELC 3                      | Segmento S0                | Segmento S0                | Segmento S0                | Segmento S0                | Segmento S0     | Segmento S0     | Segmento P1                | Segmento P1                | Segmento P1                           | Segmento P1                | Segmento P1                | Segmento P1                | Segmento P3/P4             | Segmento P3/P4             | Segmento P3/P4             | Segmento P3/P4             | Segmento P3/P4        | Segmento P3/P4        | Segmento P5/6              | Segmento P5/6              | Segmento P5/6              | Segmento P5/6              | Segmento P5/6              | Segmento P5/6              |                            |                            |                            |                            |  |  |
|  |  |                 |                 |                 | Segmento S5/6   | Segmento S5/6   | Segmento S5/6   | Segmento S5/6              | Segmento S5/6              |                            |                            |                            |                            |                            |                            | Segmento S3/S4             | Segmento S3/S4             | Segmento S3/S4             | Segmento S3/S4             | Segmento S3/S4             | Segmento S3/S4             |                            |                            |                |                |                  |                | Segmento S1      | Segmento S1    | Segmento S1                | Segmento S1                | Segmento S1                | Segmento S1                |                            |                            |                            |                            |                            |                            | Segmento S0                | Segmento S0                | Segmento S0                | Segmento S0                | Segmento S0     | Segmento S0     | Segmento P1                | Segmento P1                | Segmento P1                           | Segmento P1                | Segmento P1                | Segmento P1                | Segmento P3/P4             | Segmento P3/P4             | Segmento P3/P4             | Segmento P3/P4             | Segmento P3/P4        | Segmento P3/P4        | Segmento P5/6              | Segmento P5/6              | Segmento P5/6              | Segmento P5/6              | Segmento P5/6              | Segmento P5/6              |                            |                            |                            |                            |  |  |
|  |  |                 |                 |                 |                 |                 |                 |                            |                            | ELC 4, ESP 3               | ELC 4, ESP 3               | ELC 4, ESP 3               | ELC 4, ESP 3               | ELC 4, ESP 3               | ELC 4, ESP 3               |                            |                            |                            |                            |                            |                            |                            |                            |                |                |                  |                |                  |                |                            |                            |                            |                            | ELC 1                      | ELC 1                      | ELC 1                      | ELC 1                      | ELC 1                      | ELC 1                      |                            |                            |                            |                            |                 |                 |                            |                            |                                       |                            |                            |                            |                            |                            |                            |                            |                       |                       |                            |                            |                            |                            |                            |                            |                            |                            |                            |                            |  |  |
|  |  |                 |                 |                 |                 |                 |                 |                            |                            | ELC 4, ESP 3               | ELC 4, ESP 3               | ELC 4, ESP 3               | ELC 4, ESP 3               | ELC 4, ESP 3               | ELC 4, ESP 3               |                            |                            |                            |                            |                            |                            |                            |                            | Dextre         | Dextre         | Dextre           | Dextre         | Dextre           | Dextre         |                            |                            | Canadarm2                  | Canadarm2                  | Canadarm2                  | Canadarm2                  | Canadarm2                  | Canadarm2                  | ELC 1                      | ELC 1                      |                            |                            |                            |                            |                 |                 |                            |                            |                                       |                            |                            |                            |                            |                            |                            |                            |                       |                       |                            |                            |                            |                            |                            |                            |                            |                            |                            |                            |  |  |
|  |  | Pannelli solari | Pannelli solari | Pannelli solari | Pannelli solari | Pannelli solari | Pannelli solari |                            |                            | Pannelli solari            | Pannelli solari            | Pannelli solari            | Pannelli solari            | Pannelli solari            | Pannelli solari            |                            |                            |                            |                            |                            |                            |                            |                            | Dextre         | Dextre         | Dextre           | Dextre         | Dextre           | Dextre         |                            |                            | Canadarm2                  | Canadarm2                  | Canadarm2                  | Canadarm2                  | Canadarm2                  | Canadarm2                  |                            |                            |                            |                            |                            |                            |                 |                 | Pannelli solari            | Pannelli solari            | Pannelli solari                       | Pannelli solari            | Pannelli solari            | Pannelli solari            |                            |                            | Pannelli solari            | Pannelli solari            | Pannelli solari       | Pannelli solari       | Pannelli solari            | Pannelli solari            |                            |                            |                            |                            |                            |                            |                            |                            |  |  |
|  |  | Pannelli solari | Pannelli solari | Pannelli solari | Pannelli solari | Pannelli solari | Pannelli solari |                            |                            | Pannelli solari            | Pannelli solari            | Pannelli solari            | Pannelli solari            | Pannelli solari            | Pannelli solari            |                            |                            |                            |                            |                            |                            |                            |                            |                |                |                  |                |                  |                |                            |                            |                            |                            |                            |                            |                            |                            |                            |                            |                            |                            |                            |                            |                 |                 | Pannelli solari            | Pannelli solari            | Pannelli solari                       | Pannelli solari            | Pannelli solari            | Pannelli solari            |                            |                            | Pannelli solari            | Pannelli solari            | Pannelli solari       | Pannelli solari       | Pannelli solari            | Pannelli solari            |                            |                            |                            |                            |                            |                            |                            |                            |  |  |
|  |  |                 |                 |                 |                 |                 |                 |                            |                            |                            |                            |                            |                            |                            |                            |                            |                            |                            |                            |                            |                            |                            |                            |                |                |                  |                |                  |                |                            |                            |                            |                            |                            |                            |                            |                            |                            |                            |                            |                            |                            |                            |                 |                 |                            |                            |                                       |                            |                            |                            |                            |                            |                            |                            |                       |                       |                            |                            |                            |                            |                            |                            |                            |                            |                            |                            |  |  |
|  |  | iROSA           | iROSA           | iROSA           | iROSA           | iROSA           | iROSA           |                            |                            | iROSA                      | iROSA                      | iROSA                      | iROSA                      | iROSA                      | iROSA                      |                            |                            |                            |                            |                            |                            |                            |                            |                |                |                  |                |                  |                |                            |                            |                            |                            | iROSA                      | iROSA                      | iROSA                      | iROSA                      | iROSA                      | iROSA                      |                            |                            | iROSA                      | iROSA                      | iROSA           | iROSA           | iROSA                      | iROSA                      |                                       |                            |                            |                            |                            |                            |                            |                            |                       |                       |                            |                            |                            |                            |                            |                            |                            |                            |                            |                            |  |  |
|  |  | iROSA           | iROSA           | iROSA           | iROSA           | iROSA           | iROSA           |                            |                            | iROSA                      | iROSA                      | iROSA                      | iROSA                      | iROSA                      | iROSA                      |                            |                            |                            |                            |                            |                            |                            |                            |                |                |                  |                |                  |                |                            |                            |                            |                            | iROSA                      | iROSA                      | iROSA                      | iROSA                      | iROSA                      | iROSA                      |                            |                            | iROSA                      | iROSA                      | iROSA           | iROSA           | iROSA                      | iROSA                      |                                       |                            |                            |                            |                            |                            |                            |                            |                       |                       |                            |                            |                            |                            |                            |                            |                            |                            |                            |                            |  |  |
|  |  |                 |                 |                 |                 |                 |                 |                            |                            |                            |                            |                            |                            |                            |                            |                            |                            |                            |                            |                            |                            |                            |                            |                |                |                  |                |                  |                |                            |                            |                            |                            |                            |                            |                            |                            |                            |                            |                            |                            |                            |                            |                 |                 |                            |                            |                                       |                            |                            |                            |                            |                            |                            |                            |                       |                       |                            |                            |                            |                            |                            |                            |                            |                            |                            |                            |  |  |
|  |  |                 |                 |                 |                 |                 |                 |                            |                            |                            |                            |                            |                            |                            |                            | ESP-1                      | ESP-1                      | ESP-1                      | ESP-1                      | ESP-1                      | ESP-1                      | Destiny                    | Destiny                    | Destiny        | Destiny        | Destiny          | Destiny        |                  |                |                            |                            |                            |                            |                            |                            |                            |                            |                            |                            |                            |                            |                            |                            |                 |                 |                            |                            |                                       |                            |                            |                            |                            |                            |                            |                            |                       |                       |                            |                            |                            |                            |                            |                            |                            |                            |                            |                            |  |  |
|  |  |                 |                 |                 |                 |                 |                 |                            |                            |                            |                            |                            |                            |                            |                            | ESP-1                      | ESP-1                      | ESP-1                      | ESP-1                      | ESP-1                      | ESP-1                      | Destiny                    | Destiny                    | Destiny        | Destiny        | Destiny          | Destiny        |                  |                |                            |                            |                            |                            | Kibō modulo logistico      |                            |                            |                            |                            |                            |                            |                            |                            |                            |                 |                 |                            |                            |                                       |                            |                            |                            |                            |                            |                            |                            |                       |                       |                            |                            |                            |                            |                            |                            |                            |                            |                            |                            |  |  |
|  |  |                 |                 |                 |                 |                 |                 |                            |                            |                            |                            |                            |                            |                            |                            |                            |                            |                            |                            |                            |                            |                            |                            |                |                | adattatore IDA 3 |                |                  |                |                            |                            |                            |                            |                            |                            |                            |                            |                            |                            |                            |                            |                            |                            |                 |                 |                            |                            |                                       |                            |                            |                            |                            |                            |                            |                            |                       |                       |                            |                            |                            |                            |                            |                            |                            |                            |                            |                            |  |  |
|  |  |                 |                 |                 |                 |                 |                 |                            |                            |                            |                            |                            |                            |                            |                            |                            |                            | Portello d'attracco cargo  | Portello d'attracco cargo  | Portello d'attracco cargo  | Portello d'attracco cargo  | Portello d'attracco cargo  | Portello d'attracco cargo  |                |                | portello PMA 3   | portello PMA 3 | portello PMA 3   | portello PMA 3 | portello PMA 3             | portello PMA 3             |                            |                            |                            |                            |                            |                            |                            |                            |                            |                            |                            |                            |                 |                 |                            |                            |                                       |                            |                            |                            |                            |                            |                            |                            |                       |                       |                            |                            |                            |                            |                            |                            |                            |                            |                            |                            |  |  |
|  |  |                 |                 |                 |                 |                 |                 |                            |                            |                            |                            |                            |                            |                            |                            |                            |                            | Portello d'attracco cargo  | Portello d'attracco cargo  | Portello d'attracco cargo  | Portello d'attracco cargo  | Portello d'attracco cargo  | Portello d'attracco cargo  |                |                | portello PMA 3   | portello PMA 3 | portello PMA 3   | portello PMA 3 | portello PMA 3             | portello PMA 3             |                            |                            |                            |                            | Kibō braccio robotico      |                            |                            |                            |                            |                            |                            |                            |                 |                 |                            |                            |                                       |                            |                            |                            |                            |                            |                            |                            |                       |                       |                            |                            |                            |                            |                            |                            |                            |                            |                            |                            |  |  |
|  |  |                 |                 |                 |                 |                 |                 | Payload esterni            | Payload esterni            | Payload esterni            | Payload esterni            | Payload esterni            | Payload esterni            | Modulo Columbus            | Modulo Columbus            | Modulo Columbus            | Modulo Columbus            | Modulo Columbus            | Modulo Columbus            |                            |                            | Harmony Node 2             | Harmony Node 2             | Harmony Node 2 | Harmony Node 2 | Harmony Node 2   | Harmony Node 2 |                  |                | Modulo Kibō                | Modulo Kibō                | Modulo Kibō                | Modulo Kibō                | Modulo Kibō                | Modulo Kibō                | Kibō piattaforma esterna   | Kibō piattaforma esterna   | Kibō piattaforma esterna   | Kibō piattaforma esterna   | Kibō piattaforma esterna   | Kibō piattaforma esterna   |                            |                            |                 |                 |                            |                            |                                       |                            |                            |                            |                            |                            |                            |                            |                       |                       |                            |                            |                            |                            |                            |                            |                            |                            |                            |                            |  |  |
|  |  |                 |                 |                 |                 |                 |                 | Payload esterni            | Payload esterni            | Payload esterni            | Payload esterni            | Payload esterni            | Payload esterni            | Modulo Columbus            | Modulo Columbus            | Modulo Columbus            | Modulo Columbus            | Modulo Columbus            | Modulo Columbus            |                            |                            | Harmony Node 2             | Harmony Node 2             | Harmony Node 2 | Harmony Node 2 | Harmony Node 2   | Harmony Node 2 |                  |                | Modulo Kibō                | Modulo Kibō                | Modulo Kibō                | Modulo Kibō                | Modulo Kibō                | Modulo Kibō                | Kibō piattaforma esterna   | Kibō piattaforma esterna   | Kibō piattaforma esterna   | Kibō piattaforma esterna   | Kibō piattaforma esterna   | Kibō piattaforma esterna   |                            |                            |                 |                 |                            |                            |                                       |                            |                            |                            |                            |                            |                            |                            |                       |                       |                            |                            |                            |                            |                            |                            |                            |                            |                            |                            |  |  |
|  |  |                 |                 |                 |                 |                 |                 |                            |                            |                            |                            |                            |                            |                            |                            |                            |                            |                            |                            |                            |                            |                            |                            |                |                |                  |                |                  |                |                            |                            |                            |                            |                            |                            |                            |                            |                            |                            |                            |                            |                            |                            |                 |                 |                            |                            |                                       |                            |                            |                            |                            |                            |                            |                            |                       |                       |                            |                            |                            |                            |                            |                            |                            |                            |                            |                            |  |  |
|  |  |                 |                 |                 |                 |                 |                 |                            |                            |                            |                            |                            |                            |                            |                            |                            |                            |                            |                            |                            |                            |                            |                            |                |                |                  |                |                  |                |                            |                            |                            |                            |                            |                            |                            |                            |                            |                            |                            |                            |                            |                            |                 |                 |                            |                            |                                       |                            |                            |                            |                            |                            |                            |                            |                       |                       |                            |                            |                            |                            |                            |                            |                            |                            |                            |                            |  |  |
|  |  |                 |                 |                 |                 |                 |                 |                            |                            |                            |                            |                            |                            | Moduli Axiom               | Moduli Axiom               | Moduli Axiom               | Moduli Axiom               | Moduli Axiom               | Moduli Axiom               |                            |                            | portello PMA 2             | portello PMA 2             | portello PMA 2 | portello PMA 2 | portello PMA 2   | portello PMA 2 |                  |                |                            |                            |                            |                            |                            |                            |                            |                            |                            |                            |                            |                            |                            |                            |                 |                 |                            |                            |                                       |                            |                            |                            |                            |                            |                            |                            |                       |                       |                            |                            |                            |                            |                            |                            |                            |                            |                            |                            |  |  |
|  |  |                 |                 |                 |                 |                 |                 |                            |                            |                            |                            |                            |                            | Moduli Axiom               | Moduli Axiom               | Moduli Axiom               | Moduli Axiom               | Moduli Axiom               | Moduli Axiom               |                            |                            | portello PMA 2             | portello PMA 2             | portello PMA 2 | portello PMA 2 | portello PMA 2   | portello PMA 2 | adattatore IDA 2 |                |                            |                            |                            |                            |                            |                            |                            |                            |                            |                            |                            |                            |                            |                            |                 |                 |                            |                            |                                       |                            |                            |                            |                            |                            |                            |                            |                       |                       |                            |                            |                            |                            |                            |                            |                            |                            |                            |                            |  |  |
|  |  |                 |                 |                 |                 |                 |                 |                            |                            |                            |                            |                            |                            |                            |                            |                            |                            |                            |                            |                            |                            |                            |                            |                |                |                  |                |                  |                |                            |                            |                            |                            |                            |                            |                            |                            |                            |                            |                            |                            |                            |                            |                 |                 |                            |                            |                                       |                            |                            |                            |                            |                            |                            |                            |                       |                       |                            |                            |                            |                            |                            |                            |                            |                            |                            |                            |  |  |

### Moduli pressurizzati
La Stazione Spaziale Internazionale è composta da sedici moduli pressurizzati - tra laboratori, moduli per l'aggancio, nodi e spazi abitativi - per un volume di circa 916 m³, di cui 388 m³ abitabili. Sono previsti altri moduli abitabili appartenenti al futuro segmento orbitale Axiom.
| Modulo                                                          | Missione | Data di lancio   | Veicolo di lancio                | Nazione                                 | Immagine | Note                 |
| --------------------------------------------------------------- | --- | ---------------- | -------------------------------- | --------------------------------------- | -------- | -------------------- |
| Zarja                                                           | 1A/R | 20 novembre 1998 | Proton-K                         | Russia (costruttore) USA (finanziatore) |          | [ 44 ]               |
| Zarja                                                           | Il primo componente della SSI ad essere stato lanciato, Zarja era in grado di provvedere all'energia elettrica, all'immagazzinamento, alla propulsione e al controllo di assetto durante le prime fasi di assemblaggio. Attualmente il modulo è utilizzato principalmente come magazzino. |                  |                                  |                                         |          | [ 44 ]               |
| Unity (Node 1)                                                  | 2A | 4 dicembre 1998  | Space Shuttle Endeavour STS-88   | USA                                     |          | [ 45 ]               |
| Unity (Node 1)                                                  | Il primo modulo nodo di collegamento, connette la sezione statunitense con quella russa. Attualmente ospita gli astronauti durante i pasti quotidiani. |                  |                                  |                                         |          | [ 45 ]               |
| Zvezda (lit. stella) (Modulo di Servizio)                       | 1R | 12 luglio 2000   | Proton-K                         | Russia                                  |          | [ 46 ]               |
| Zvezda (lit. stella) (Modulo di Servizio)                       | Modulo di servizio della stazione. Provvede a fornire spazio per il soggiorno degli astronauti, per i sistemi per il controllo di assetto e per i dispositivi di supporto vitale. Il modulo provvede inoltre all'aggancio con le navette Sojuz, con la navetta Progress e in passato con l'Automated Transfer Vehicle. L'aggiunta di questo modulo ha reso la stazione abitabile. |                  |                                  |                                         |          | [ 46 ]               |
| Destiny (laboratorio USA)                                       | 5A | 7 febbraio 2001  | Space Shuttle Atlantis, STS-98   | USA                                     |          | [ 47 ]               |
| Destiny (laboratorio USA)                                       | Prima struttura dedicata alla ricerca scientifica a bordo della SSI. Destiny è dedicato ad esperimenti di carattere generale. Il modulo serve inoltre come punto di aggancio per gran parte della Integrated Truss Structure della stazione. |                  |                                  |                                         |          | [ 47 ]               |
| Quest (airlock)                                                 | 7A | 12 luglio 2001   | Space Shuttle Atlantis, STS-104  | USA                                     |          | [ 48 ]               |
| Quest (airlock)                                                 | Primo airlock per la SSI, Quest permette le attività extraveicolari realizzate con la statunitense EMU e la tuta spaziale russa Orlan. Quest è strutturata in due segmenti: in uno vengono conservate le tute spaziali e l'equipaggiamento, l'altro permette l'uscita degli astronauti nello spazio. |                  |                                  |                                         |          | [ 48 ]               |
| Harmony (nodo 2)                                                | 10A | 23 ottobre 2007  | Space Shuttle Discovery, STS-120 | Europa (costruttore) USA (gestore)      |          | [ 49 ]               |
| Harmony (nodo 2)                                                | Il secondo nodo di collegamento della stazione, Harmony, è il fulcro delle attività della SSI. Il modulo contiene quattro International Standard Payload Rack che forniscono energia elettrica e inoltre, grazie ai suoi sei punti di attracco, risulta essere il punto centrale di collegamento per vari altri componenti. Il modulo laboratorio Europeo Columbus e quello giapponese Kibo sono permanentemente ancorati al modulo. Lo Space Shuttle statunitense si agganciava alla SSI tramite PMA-2, collegato alla porta anteriore di Harmony. Inoltre, il modulo serve come punto di attracco per il Multi-Purpose Logistics Modules.                                  |                  |                                  |                                         |          | [ 49 ]               |
| Columbus (Laboratorio Europeo)                                  | 1E | 7 febbraio 2008  | Space Shuttle Atlantis, STS-122  | Europa                                  |          | [ 50 ] [ 51 ]        |
| Columbus (Laboratorio Europeo)                                  | La struttura di ricerca principale per gli esperimenti scientifici Europei a bordo della SSI. Columbus offre un laboratorio generico e strutture appositamente progettate per la biologia, la ricerca biomedica e per lo studio della fisica dei fluidi. Diverse posizioni di montaggio sono poste all'esterno del modulo e che forniscono alimentazione e dati per esperimenti esterni come la European Technology Exposure Facility (EuTEF), il Solar Monitoring Observatory, il Materials International Space Station Experiment, e l'Atomic Clock Ensemble in Space. Un certo numero di espansioni sono previste per lo studio della fisica quantistica e la cosmologia. |                  |                                  |                                         |          | [ 50 ] [ 51 ]        |
| Kibō Modulo logistico (ELM)                                     | 1J/A | 11 marzo 2008    | Space Shuttle Endeavour STS‑123  | Giappone                                |          | [ 52 ]               |
| Kibō Modulo logistico (ELM)                                     | Parte del modulo per esperimenti scientifici giapponese Kibō. Esso provvede a fornire una struttura per il trasporto e l'immagazzinamento dei carichi scientifici. |                  |                                  |                                         |          | [ 52 ]               |
| Kibō Modulo pressurizzato (JEM–PM)                              | 1J | 31 maggio 2008   | Space Shuttle Discovery, STS-124 | Giappone                                |          | [ 52 ] [ 53 ]        |
| Kibō Modulo pressurizzato (JEM–PM)                              | Parte del modulo per esperimenti scientifici giapponese Kibō. Questo è il cuore del modulo Kibō ed è il laboratorio più grande dell'intera stazione con lo spazio per 23 rack che includono 10 rack per esperimenti. Il modulo è utilizzato per condurre esperimenti di medicina dello spazio, biologia, osservazione della Terra, produzione di materiali, biotecnologie e ricerca nel campo delle telecomunicazioni. Il modulo dispone, inoltre, della Exposed Facility, una piattaforma esterna che permette di esporre gli esperimenti direttamente al vuoto dello spazio. La piattaforma è poi raggiungibile tramite un braccio robotico.                               |                  |                                  |                                         |          | [ 52 ] [ 53 ]        |
| Poisk (modulo per esperimenti 2)                                | 5R | 10 novembre 2009 | Sojuz-U, Progress M-MIM2         | Russia                                  |          | [ 54 ] [ 55 ]        |
| Poisk (modulo per esperimenti 2)                                | Uno dei componenti russi della SSI, Poisk è usato per l'aggancio delle navette Sojuz e Progress, come airlock per le passeggiate spaziali e come interfaccia per gli esperimenti scientifici. |                  |                                  |                                         |          | [ 54 ] [ 55 ]        |
| Tranquility (node 3)                                            | 20A | 8 febbraio 2010  | Space Shuttle Endeavour, STS-130 | Europa (costruttore) USA (gestore)      |          | [ 56 ] [ 57 ]        |
| Tranquility (node 3)                                            | Terzo e ultimo nodo di collegamento statunitense della stazione, Tranquility contiene un avanzato sistema di supporto vitale per il riciclo dell'acqua, che viene utilizzata da parte dell'equipaggio e per la generazione di ossigeno respirabile. Il nodo fornisce inoltre l'aggancio per altri moduli pressurizzati. È il luogo in cui gli astronauti compiono attività fisica. |                  |                                  |                                         |          | [ 56 ] [ 57 ]        |
| Cupola                                                          | 20A | 8 febbraio 2010  | Space Shuttle Endeavour, STS-130 | Europa (costruttore) USA (gestore)      |          | [ 58 ]               |
| Cupola                                                          | Cupola è un modulo osservatorio che provvede a fornire all'equipaggio della SSI una vista diretta delle operazioni del braccio robotico e dell'aggancio delle navette. Inoltre è un punto di osservazione della Terra. Il modulo è fornito di una finestra di 80 cm di diametro, la più larga della stazione. |                  |                                  |                                         |          | [ 58 ]               |
| Rassvet (modulo di ricerca 1)                                   | ULF4 | 14 maggio 2010   | Space Shuttle Atlantis, STS-132  | Russia                                  |          | [ 42 ]               |
| Rassvet (modulo di ricerca 1)                                   | Rassvet è utilizzato per il docking e come magazzino. |                  |                                  |                                         |          | [ 42 ]               |
| Leonardo (Permanent Multipurpose Module)                        | ULF5 | 24 febbraio 2011 | Space Shuttle Discovery, STS-133 | Italia (Costruttore) USA (Gestore)      |          | [ 59 ] [ 60 ] [ 61 ] |
| Leonardo (Permanent Multipurpose Module)                        | Il Multi-Purpose Logistics Module Leonardo ospita i pezzi di ricambio e varie forniture, consentendo tempi più lunghi tra le missioni di rifornimento e liberando spazio in altri moduli, in particolare nel Columbus. L'arrivo del modulo PMM ha segnato il completamento del segmento orbitale americano. |                  |                                  |                                         |          | [ 59 ] [ 60 ] [ 61 ] |
| Bigelow Expandable Activity Module (modulo espandibile privato) | SpaceX CRS-8 | 16 aprile 2016   | Falcon 9                         | Stati Uniti                             |          |                      |
| Bigelow Expandable Activity Module (modulo espandibile privato) | Il BEAM è un modulo gonfiabile a puro scopo di ricerca sui materiali da cui è composto e sull'effetto dell'impatto di detriti sulla sua superficie, e non viene usato dagli astronauti in nessuna delle loro attività. |                  |                                  |                                         |          |                      |
| Bishop Airlock Module                                           | SpaceX CRS-21 | 6 dicembre 2020  | Falcon 9                         | Stati Uniti                             |          | [ 42 ]               |
| Bishop Airlock Module                                           | Il Bishop Airlock Module è un modulo finanziato commercialmente e agganciato al modulo Tranquillity, possiede un airlock che faciliterà alcuni esperimenti scientifici e potrà essere utilizzato per smaltire i rifiuti |                  |                                  |                                         |          | [ 42 ]               |
| Nauka (Multipurpose Laboratory Module)                          | 3R | 21 luglio 2021   | Proton‑M                         | Russia                                  |          | [ 42 ] [ 62 ] [ 63 ] |
| Nauka (Multipurpose Laboratory Module)                          | L'MLM è il modulo di ricerca principale della Russia ed è utilizzato per esperimenti di microgravità generale, l'aggancio e la logistica. Il modulo fornisce uno spazio per il lavoro e una zona relax ed è equipaggiato con un sistema di backup del controllo di assetto della stazione. Con il modulo Nauka si è terminata la costruzione segmento russo della stazione, ed è l'ultimo grande componente aggiunto. |                  |                                  |                                         |          | [ 42 ] [ 62 ] [ 63 ] |
| Prichal                                                         | 6R | 24 novembre 2021 | Sojuz 2.1b                       | Russia                                  |          | [ 64 ]               |
| Prichal                                                         | Il modulo Prichal ha una forma sferica con sei portelli di attracco. Uno di essi lo collega al modulo Nauka, mentre gli altri cinque possono essere impiegati per l'attracco di navette e per testare eventuali moduli futuri. Originariamente era destinato ad essere un elemento dell'Orbital Piloted Assembly and Experimental Complex, che è stato cancellato. |                  |                                  |                                         |          | [ 64 ]               |

### Moduli cancellati
Molti moduli pianificati per la stazione sono stati cancellati nel corso del programma. Questo sia per motivi di bilancio, sia perché non si sono più resi necessari e sia a seguito della riprogettazione della stazione avvenuta dopo l'incidente del Columbia. I moduli cancellati includono:
- La statunitense Centrifuge Accommodations Module, progettata per esperimenti a livello di gravità artificiale variabile.[65]
- L'Habitation Module (statunitense), che doveva fornire alla stazione una zona abitativa. Le zone dedicate al sonno sono adesso dislocate in diversi luoghi della stazione.[66]
- Gli statunitensi Interim Control Module e ISS Propulsion Module erano stati progettati per sostituire il modulo Zvezda nel caso che il lancio fosse fallito.[67]
- L'Universal Docking Module di progettazione russa, dove avrebbe dovuto essere agganciato un laboratorio spaziale russo poi cancellato.[68]
- La russa Science Power Platform, che avrebbe dovuto fornire energia elettrica al segmento russo indipendentemente dai pannelli solari della SSI.[68]
- Due Russian Research Module erano stati previsti per compiere della ricerca scientifica.[69]

### Moduli dismessi
Il modulo Pirs è stato lanciato il 14 settembre 2001 nella missione di assemblaggio 4R tramite un lanciatore Sojuz-U. Nei 20 anni di vita, è stato impiegato in 52 passeggiate spaziali ed è stato utilizzato per l'aggancio delle navette russe Sojuz e Progress. Nel 2021 è stato sostituito dal modulo Nauka. Il modulo Pirs è stato sganciato dalla stazione tramite la navetta Progress MS-16 il per essere distrutto assieme a essa nel rientro atmosferico.

### Elementi non pressurizzati

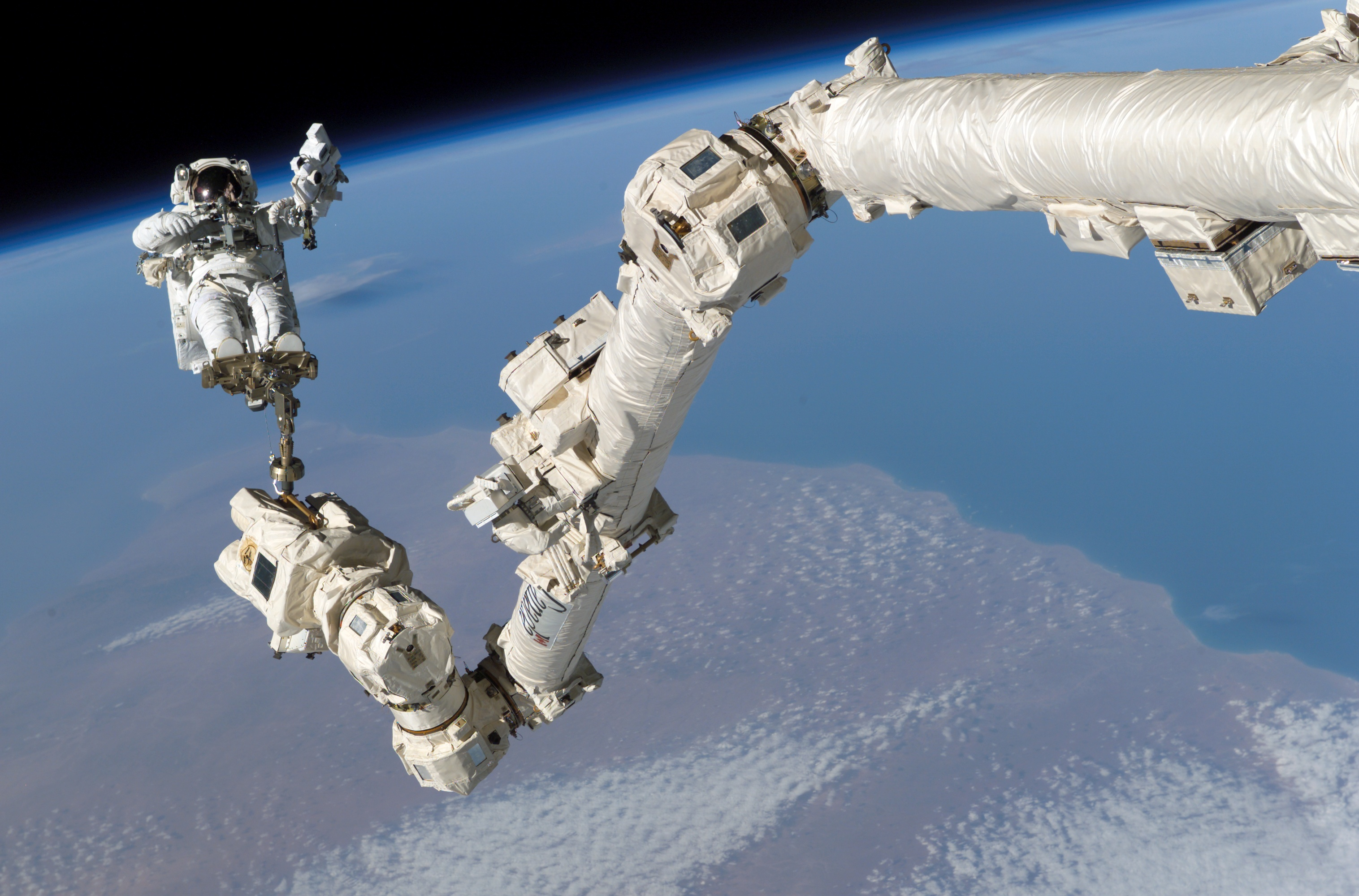
L'astronauta Stephen Robinson ancorato a Canadarm2 durante STS-114.

Oltre ai moduli pressurizzati, la SSI offre un gran numero di componenti esterni. Il più grande è l'Integrated Truss Structure (ITS), al quale sono montati i principali pannelli solari della stazione e i radiatori. La ITS è costituita da dieci segmenti separati che formano una struttura di 108,5 m.
L'Alpha Magnetic Spectrometer (AMS), un esperimento di fisica delle particelle, installato grazie alla missione STS-134, è stato montato esternamente sul ITS.
L'ITS serve come base per il braccio robotico denominato Mobile Servicing System (MSS), basato sul canadese Canadarm2. Il braccio è in grado di muoversi su dei binari e di raggiungere tutte le parti del segmento statunitense della stazione.
Nella configurazione finale della stazione sono previsti altri due sistemi di manipolazione remota: l'European Robotic Arm che servirà il segmento russo e l'Experiment Module Remote Manipulator System facente parte del laboratorio giapponese Kibo. Oltre a questi bracci robotici, ci sono due gru russe utilizzate per la movimentazione di astronauti e materiale intorno al proprio segmento.
Il 2 aprile 2020 è avvenuta l'installazione della piattaforma esterna europea Bartolomeo dietro il modulo Columbus, in grado di ospitare fino a 12 moduli sperimentali.

## Sistemi principali della SSI

### Alimentazione
L'alimentazione della stazione è fornita da pannelli fotovoltaici a due facce che convertono la radiazione solare incidente in corrente elettrica. 
I pannelli, la cui installazione è stata completata nel 2009, sono organizzati in quattro coppie e generano una potenza totale tra 75 e 90 kW e forniscono al segmento orbitale americano una tensione compresa tra 130 e 180 V, poi stabilizzata a 160 V DC per essere immessa nella stazione. Viene poi convertita a 124 volt per le esigenze degli utilizzatori e suddivisa tra i due blocchi della stazione. Questo si è reso fondamentale dopo la cancellazione del modulo russo Science Power Platform. Prima dell'assemblaggio del segmento 4ª (missione STS-97 del 30 novembre 2000) l'energia elettrica era fornita dai soli pannelli dei moduli russi Zarja e Zvezda, i quali moduli utilizzano una corrente continua a 28 volt (come lo Shuttle).
Utilizzare linee a una tensione da 160 V invece che da 28 V ha consentito una riduzione della sezione dei conduttori per la distribuzione dell'energia elettrica e quindi la riduzione dei pesi durante il lancio in orbita. Il segmento orbitale russo è alimentato a 28 V dai due pannelli solari montati sul modulo Zvezda. I due segmenti condividono l'energia elettrica tramite una serie di convertitori.
I pannelli solari principali ruotano per essere puntati sempre verso il Sole durante il percorso orbitale della stazione. La rotazione avviene attraverso giunti cardanici. Poiché la loro grande area contribuisce al decadimento orbitale della stazione, quando essa non è illuminata i pannelli vengono orientati in modo da essere paralleli alla direzione di movimento. Questa configurazione è chiamata "Night Glider".
Originariamente la stazione utilizzava delle batterie nichel idrogeno per alimentare la stazione durante i 45 minuti in cui era eclissata dalla Terra. Con una vita stimata di 6,5 anni (circa 37000 cicli di caria/scarica) esse venivano regolarmente sostituite.. Dal 2016 sono state rimpiazzate da batterie litio ione, che dovrebbero durare per tutta la vita operativa della stazione.

### Supporto vitale

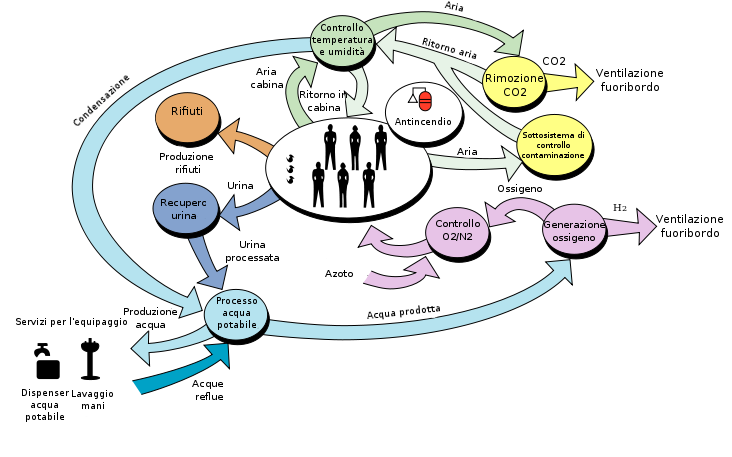
Controlli ambientali e supporto vitale (ECLSS).

L'Environmental Control and Life Support System (ECLSS) della Stazione Spaziale Internazionale (il sistema di supporto vitale) provvede a controllare le condizioni atmosferiche, la pressione, il livello di ossigeno, l'acqua e la presenza di eventuali fiamme libere. Il suo scopo non è solo mantenere le condizioni atmosferiche ma raccoglie, processa e immagazzina anche gli scoli della stazione. Per esempio il sistema ricicla i fluidi provenienti dai servizi igienici e condensa il vapore acqueo. L'anidride carbonica viene rimossa dall'aria dal sistema Vozdukh posto in Zvezda. Altri sottoprodotti del metabolismo umano, come il metano dagli intestini e l'ammoniaca dal sudore, vengono rimossi con filtri a carbone attivo. L'ossigeno è prodotto dall'elettrolisi dell'acqua.
L'atmosfera a bordo della SSI è simile a quella terrestre e si compone di una miscela di azoto e ossigeno a una pressione di 101,3 kPa (14,7 psi) - pari al valore della pressione atmosferica al livello del mare. Questa scelta garantisce il comfort dell'equipaggio e assicura una maggiore sicurezza rispetto a un'atmosfera composta unicamente da ossigeno puro, a maggior rischio di incendio: un incidente di questo tipo causò la morte dell'equipaggio dell'Apollo 1.

### Controllo dell'assetto e dell'altitudine
La SSI è mantenuta in un'orbita quasi circolare, con un'altitudine minima media di 278 km e una massima di 460 km. Viaggia a una velocità media di 27 724 km all'ora e completa 15,7 orbite al giorno. La massima altitudine normale è 425 km per consentire l'aggancio con le navette Sojuz. Poiché la stazione perde costantemente quota a causa di un leggero attrito atmosferico ha bisogno di essere riportata a maggior altitudine anche più volte in un anno. Questo incremento di altitudine può essere effettuato tramite i due motori principali posti sul modulo di servizio Zvezda, tramite una navetta di rifornimento Progress o, in passato, con l'ATV dell'ESA. Ci vogliono circa due orbite (tre ore) perché l'incremento di altitudine possa essere completato.
Nel dicembre 2008, la NASA ha firmato un accordo con la società Ad Astra Rocket per la sperimentazione sulla SSI di un motore a propulsione al plasma VASIMR. Questa tecnologia, se risultasse utilizzabile, potrebbe consentire un abbattimento dei costi per il mantenimento della stazione. La posizione della stazione e la velocità vengono stabilite in maniera indipendente grazie al sistema Global Positioning System (GPS) statunitense e tramite il sistema russo GLONASS.
L'orientamento della stazione è mantenuto in modo attivo attraverso dei giroscopi di controllo alimentati elettricamente. Quando questi raggiungono la saturazione, si procede alla loro desaturazione tramite piccoli propulsori a razzo montati all'esterno della stazione e controllati dal settore russo. L'assetto viene misurato attraverso sensori di orizzonte posti su Zvezda e tramite il GPS statunitense. Queste informazioni vengono poi inviate ai vari sistemi di controllo.

### Sistema di comando e gestione dati
Il sistema Command and Data Handling (C&DH) è responsabile del controllo e della gestione dei sottosistemi principali del Segmento orbitale statunitense (USOS). Parte integrante dell'avionica, il C&DH costituisce il "cervello" della Stazione, processando i dati di bordo, eseguendo comandi, monitorando lo stato dei sistemi e trasmettendo informazioni tra i moduli e verso Terra.
Il sistema C&DH dell'USOS si basa su un'architettura gerarchica distribuita composta da 46 computer Multiplexer/Demultiplexer (MDM) quasi identici, organizzati su tre livelli logici (Tier 1, 2 e 3), connessi tramite bus dati ridondanti.
- Tier 1 – Command and Control System (CCS): situato nel modulo Destiny, è formato da tre computer MDM a tripla ridondanza (uno operativo, uno di backup e uno in standby). Il CCS coordina l'intera avionica dell'USOS e fornisce l'orologio centrale per sincronizzare l'intera rete.
- Tier 2 – Local Control: comprende MDM dedicati al controllo locale di specifici sottosistemi, come il controllo termico o la gestione dell'energia.
- Tier 3 – User Level: include i MDM che gestiscono le interfacce utente e i carichi utili scientifici.

In caso di emergenza o impossibilità di comunicare con il centro di controllo di Houston, gli astronauti possono interfacciarsi con il sistema C&DH attraverso i laptop Portable Computer System (PCS).
Il Segmento Orbitale Russo (ROS) dispone di una sua architettura C&DH indipendente, con i propri sistemi di controllo e gestione dei dati, che si interfacciano con quelli dell'USOS attraverso il modulo Unity.

### Computer

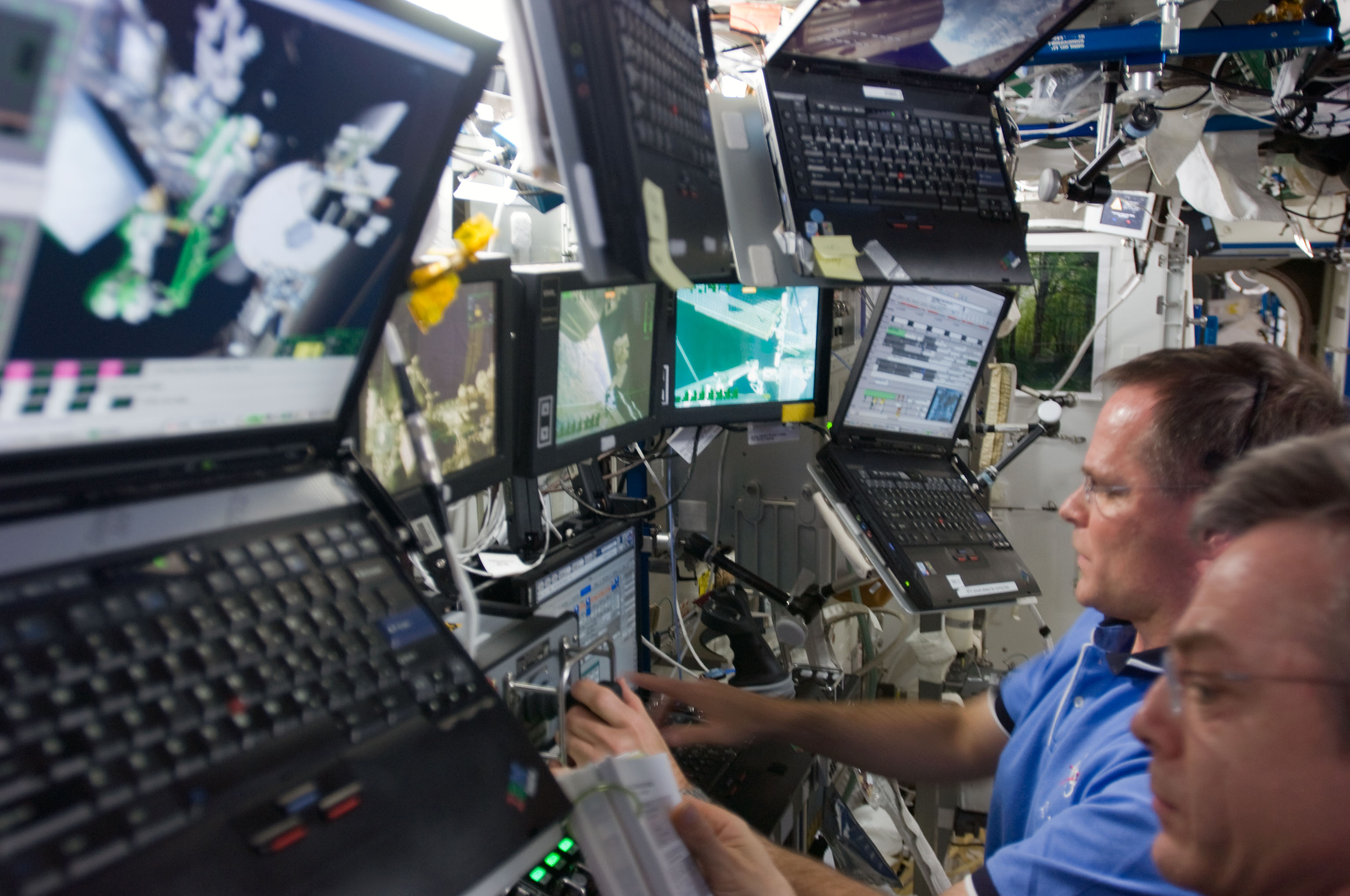
Astronauti al lavoro su alcuni computer.

La stazione spaziale internazionale è dotata di circa 100 computer portatili. Ognuno è un modello in libero commercio che viene poi configurato per migliorare la sicurezza, per consentire il funzionamento in assenza di peso e con l'alimentazione a 28 V. Il ThinkPad è l'unico PC portatile ad aver ottenuto la certificazione per il volo spaziale in assenza di gravità di lunga durata, anche se altri modelli sono stati utilizzati per esperimenti specifici. I modelli iniziali ThinkPad 760 sono stati sostituiti durante gli anni con modelli recenti, e attualmente sono utilizzati IBM/Lenovo ThinkPad e HP Zbook. 
Il collegamento con il computer Primary Command & Control avviene attraverso un adattatore USB-1553. I laptop comunicano con la rete interna della stazione tramite Wi-Fi e Ethernet, a sua volta connessa a Terra tramite antenne in banda Ku. Originariamente aveva una velocità di 10 Mbit/s in download e 3 Mbit/s in upload, ad agosto 2019 è stata aggiornata a 600 Mbit/s.
Nel maggio 2013 a tutti i laptop presenti è stato sostituito il sistema operativo originariamente installato, ovvero Windows XP di Microsoft, con la versione 6 di Debian GNU/Linux. La scelta è stata motivata sostanzialmente in tre punti: due, citati nel comunicato stampa, sono la stabilità e la sicurezza del sistema; il terzo lo spiega uno dei responsabili della United Space Alliance, Keith Chuvala: "Abbiamo bisogno di un sistema operativo su cui avere il controllo assoluto. Così se abbiamo bisogno di una modifica la possiamo realizzare da soli".. Nel 2019 la missione OA-7 ha portato a bordo della stazione il SG100 Cloud Computer per sostituire l'elaboratore dell'Alpha Magnetic Spectrometer

### Comunicazioni
Le comunicazioni radio permettono il trasferimento dei dati telemetrici e di quelli degli esperimenti scientifici tra la stazione e il centro di controllo a terra. Si ricorre a comunicazioni radio anche durante le procedure di rendezvous e aggancio, e per la trasmissione di audio e video tra l'equipaggio e i controllori di volo e tra gli astronauti e le proprie famiglie. Questa molteplicità di usi ha comportato che la stazione sia dotata di diversi sistemi di comunicazione utilizzati per scopi diversi.

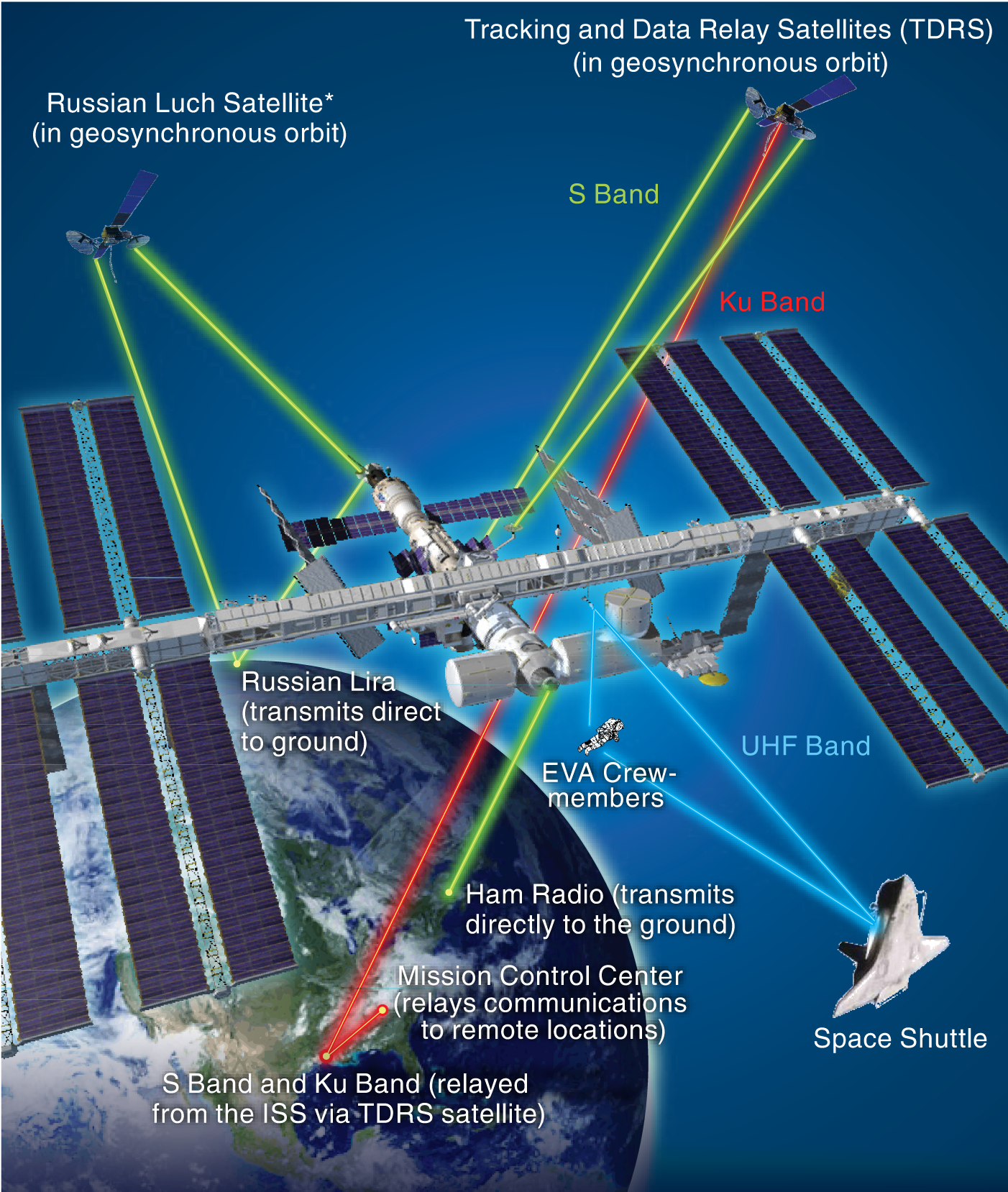
I sistemi di comunicazione radio utilizzati dalla stazione.

Il segmento russo comunica direttamente con la Terra attraverso l'antenna Lira montata sul modulo Zvezda. L'antenna Lira ha anche la capacità di utilizzare come ripetitore il satellite Luch. Questo sistema era utilizzato inizialmente per le comunicazioni con Mir fino al 1990. Nonostante ciò, l'11 dicembre 2011 è stato lanciato il satellite Luch-5A e sono previsti i lanci di Luch-5B (per il 2012) e Luch-4 (per il 2013) al fine di ripristinare il sistema. Un altro sistema russo di comunicazione è il Voskhod-M che permette le comunicazioni telefoniche interne tra Zvezda, Zarja, Pirs e Poisk, fornendo anche un collegamento radio VHF con il centro di controllo a terra.
Il segmento statunitense della stazione si avvale di due ponti radio separati: la banda S (usato per l'audio) e la banda Ku (utilizzata per audio, video e dati). Queste trasmissioni vengono instradate tramite il sistema satellitare Tracking and Data Relay Satellite (TDRSS) posto in orbita geostazionaria che consente una comunicazione continua in sistema real-time con il centro di controllo missione di Houston (MCC-H). I canali dati per il Canadarm2, per il laboratorio europeo Columbus e il giapponese Kibo vengono indirizzati attraverso la banda S e i sistemi in banda Ku, anche se il sistema europeo European Data Relay Satellite e uno simile giapponese andranno a integrare il TDRSS in questo compito. Le comunicazioni tra i moduli sono realizzate tramite una rete digitale wireless.
La radio UHF è utilizzata dagli astronauti e cosmonauti per la conduzione delle EVA e dagli altri veicoli spaziali per l'aggancio e lo sgancio dalla stazione, come la Sojuz, la Progress, l'HTV, l'ATV e lo Space Shuttle (lo Shuttle si avvale anche della banda S e dei sistemi banda Ku via TDRSS).
A bordo della stazione è presente anche una radio per comunicazioni su varie frequenze a uso amatoriale, ARISS, utilizzata dagli astronauti per comunicazioni con scuole e università, a scopo didattico-divulgativo. Per comunicazioni in fonia viene utilizzata la frequenza VHF 145,8 MHz in FM. La stazione usa diversi nominativi internazionali per radioamatori: NA1SS, RS0ISS, DP0ISS, OR4ISS, IR0ISS.

## Politiche, gestione e finanziamenti

### Aspetti giuridici
Nazioni contributrici principali
     Nazioni contributrici passate

Nazioni contributrici principali
Nazioni contributrici passate

La Stazione Spaziale Internazionale è un progetto congiunto di diverse agenzie spaziali: la canadese (CSA), l'europea (ESA), la giapponese (JAXA - già NASDA), l'agenzia russa (RKA) e quella statunitense (NASA).
Essendo un progetto multinazionale, gli aspetti giuridici e finanziari risultano essere particolarmente complessi. Tematiche di interesse comprendono la proprietà dei moduli, l'utilizzo della stazione da parte delle nazioni partecipanti e le responsabilità per il rifornimento della stazione. I diritti e i doveri sono stabiliti da uno speciale accordo intergovernativo (IGA). Questo trattato internazionale è stato firmato il 28 gennaio 1998 dalle principali nazioni coinvolte nel progetto della Stazione Spaziale: Stati Uniti d'America, Russia, Giappone, Canada e undici stati membri dell'Agenzia spaziale europea (Belgio, Danimarca, Francia, Germania, Italia, Paesi Bassi, Norvegia, Spagna, Svezia, Svizzera e Regno Unito). Un secondo livello di accordi è stato poi stipulato, denominato Memorandum of Understanding (MOU), tra la NASA e l'ESA, CSA, RKA e JAXA. Questi accordi sono poi ulteriormente suddivisi in obbligazioni contrattuali tra le nazioni. L'uso del segmento orbitale russo è stato negoziato a questo livello.
Oltre a questi principali accordi intergovernativi il Brasile, tramite l'Agenzia spaziale brasiliana, aveva inizialmente aderito al programma come partner bilaterale degli Stati Uniti attraverso un contratto con la NASA per la fornitura di strutture. In cambio, la NASA avrebbe fornito al Brasile l'accesso alle sue strutture in orbita, così come un'opportunità di volo per un astronauta brasiliano nel corso del programma SSI. Tuttavia, a causa di problemi di costo, il subappaltatore Embraer non è stato in grado di fornire le apparecchiature promesse e così il Brasile ha lasciato il programma. L'Italia ha un contratto analogo con la NASA per fornire servizi analoghi, anche se l'Italia partecipa al programma direttamente. La Cina ha espresso spesso l'interesse alla partecipazione al progetto, tuttavia fino al dicembre 2010, non risulta direttamente coinvolta. I responsabili delle agenzie spaziali indiane e sud-coreane hanno annunciato, durante l'International Astronautical Congress del 2009, di accedere al programma in funzione di permettere un'estensione della vita della SSI.

### Diritti d'uso

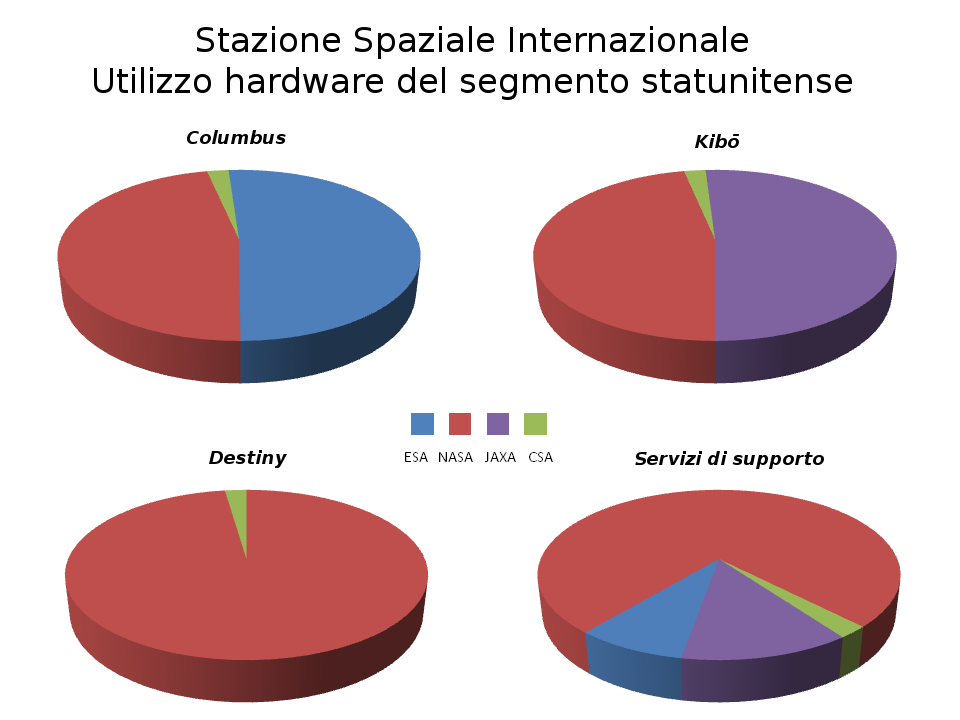
Assegnazione del tempo di utilizzo di alcune strutture della stazione.

La sezione russa della stazione viene gestita e controllata dall'agenzia spaziale della Federazione russa. La Russia consente all'equipaggio della SSI l'utilizzo di questo segmento per quasi la metà del tempo di lavoro utile. La ripartizione del tempo per le altre sezioni è stato assegnato come segue:
- Modulo Columbus: 51% per l'ESA, il 46,7% per la NASA, e il 2,3% per CSA.[116]
- Kibō: 51% per la JAXA, 46,7% per la NASA, e il 2,3% per CSA.[109]
- Modulo Destiny: 97,7% per la NASA e il 2,3% per CSA.[124]
- Tempo dell'equipaggio, energia elettrica, diritti dei servizi di supporto (ad esempio dati e comunicazioni): 76,6% per la NASA, 12,8% per JAXA, 8,3% per l'ESA, e il 2,3% per i CSA.[109][116][124]

### Costi
Le stime dei costi per la realizzazione della stazione vanno dai 35 ai 160 miliardi di dollari. L'ESA stima a 100 miliardi di euro la spesa totale per l'intera stazione in oltre 30 anni. Una stima precisa dei costi per la SSI è poco chiara, infatti è difficile stabilire quali costi vanno attribuiti al programma SSI, o come il contributo russo debba essere calcolato.

### Critiche
I critici della SSI sostengono che il tempo e il denaro speso per la SSI potrebbe essere speso meglio su altri progetti, siano essi missioni spaziali robotiche, per l'esplorazione spaziale, per le indagini di problemi sulla Terra, per la colonizzazione di Marte, o anche solo risparmi fiscali. Alcuni critici, come Robert Park, sostengono che la ricerca scientifica effettuata sia stata meno proficua di quanto previsto e che la peculiarità di un laboratorio nello spazio, il suo ambiente di microgravità, può essere simulato per mezzo di un meno costoso aereo in caduta libera.
La capacità di ricerca della SSI è stata criticata dopo la cancellazione del Centrifuge Accommodations Module che ha limitato le potenzialità di ricerca scientifica. Questo ha infatti comportato l'utilizzo della stazione per esperimenti che non richiedono attrezzature specializzate. Ad esempio, nel primo semestre del 2007, la ricerca svolta sulla SSI ha trattato principalmente argomenti correlati allo studio delle capacità dell'uomo di vivere e lavorare nello spazio e altri aspetti medici come: calcoli renali, studio del ritmo cardiaco, studio degli effetti dei raggi cosmici sul sistema nervoso. Altre critiche mosse alla stazione riguardano alcuni aspetti tecnici, come la scelta dell'inclinazione orbitale che ha comportato un costo più elevato per i lanci.

## La vita a bordo

### Attività dell'equipaggio
Il fuso orario utilizzato a bordo della SSI è il Coordinated Universal Time (UTC). Nelle ore notturne, le finestre vengono coperte per dare l'impressione di oscurità, poiché nella stazione il sole sorge e tramonta per 16 volte al giorno. Durante le visite dello Space Shuttle, l'equipaggio della SSI seguiva per lo più il Mission Elapsed Time (MET), che è un fuso orario flessibile strutturato in base al tempo di lancio della missione shuttle. Quando l'UTC e il MET sono discordanti di parecchie ore, l'equipaggio della stazione si adegua a partire da alcuni giorni prima e dopo dell'arrivo dello shuttle, in una pratica nota come "spostamento del sonno".
La giornata tipo per l'equipaggio inizia con la sveglia alle 06:00, seguita da attività di post-sonno e un controllo generale della stazione. L'equipaggio poi consuma la prima colazione e partecipa a un briefing di pianificazione quotidiana con il Controllo Missione. Il lavoro inizia poi circa alle 08:10. La pausa pranzo inizia alle 13:05 e dura circa un'ora, il pomeriggio è dedicato a diverse attività che si concludono alle 19:30 con una cena e un briefing. Gli astronauti vanno a dormire alle 21:30. In generale, l'equipaggio lavora dieci ore al giorno in un giorno feriale e cinque ore il sabato, con il resto del tempo dedicato al riposo o ai lavori rimasti incompiuti.

### Esercizio fisico

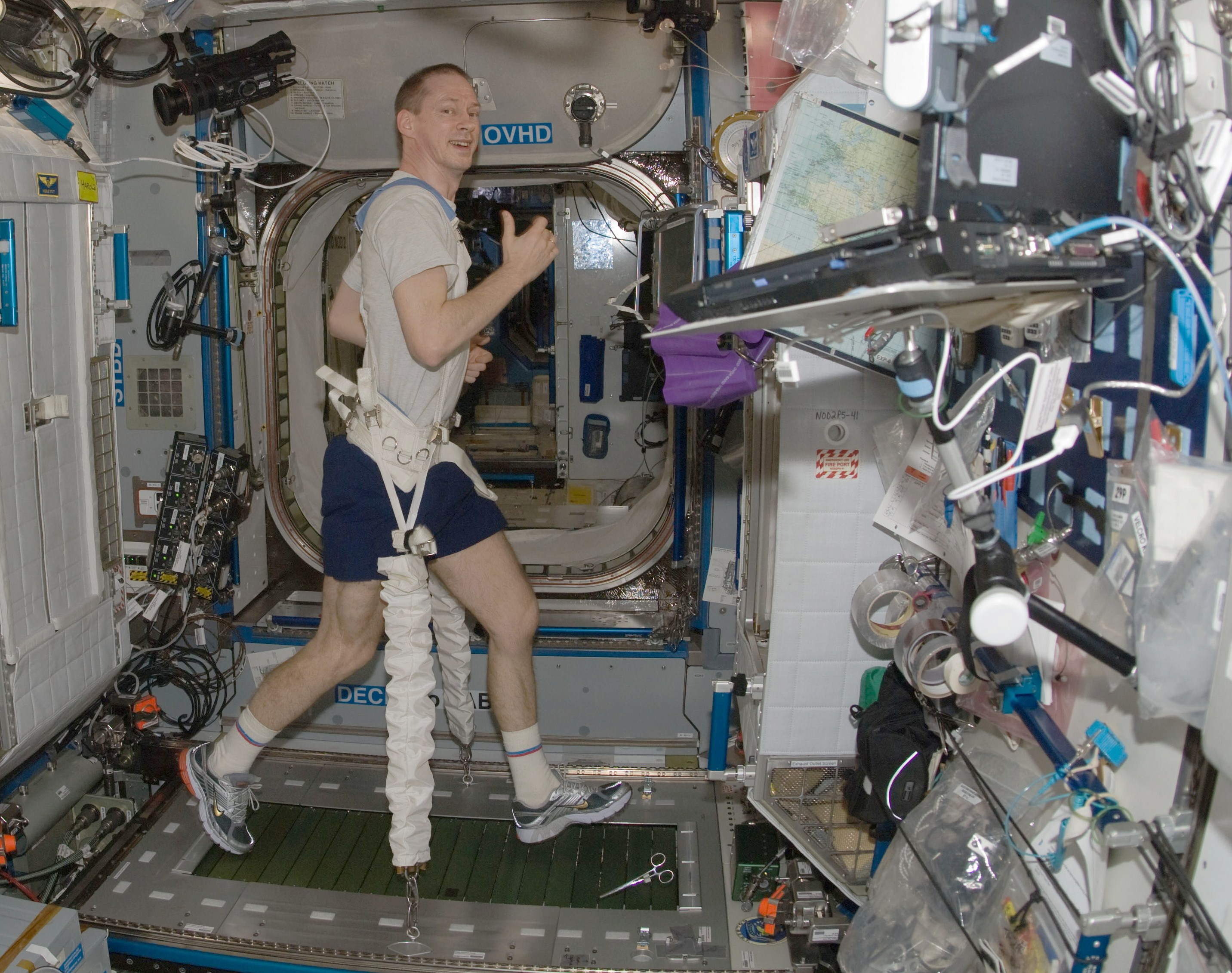
L'astronauta Frank De Winne si allena sul TVIS treadmill.

Gli effetti più negativi dell'assenza di peso a lungo termine sono l'atrofia muscolare e l'osteopenia da volo spaziale. Altri effetti significativi includono la ridistribuzione dei fluidi, un rallentamento del sistema cardiovascolare, la riduzione della produzione di globuli rossi, i disturbi dell'equilibrio e un indebolimento del sistema immunitario. Sintomi minori includono la perdita di massa corporea, congestione nasale, disturbi del sonno, eccesso di flatulenza e gonfiore del viso. Questi effetti scompaiono rapidamente al ritorno a terra.
Per evitare alcuni di questi effetti negativi, la stazione è dotata di due tapis roulant e di un dispositivo per il sollevamento di pesi chiamato ARED (Advanced Resistive Exercise Device) che tramite due cilindri pressurizzati crea una forza opposta ai movimenti degli astronauti, in modo da poter allenare con diversi pesi tutte le parti del corpo, e di una cyclette. Ogni astronauta passa almeno due ore al giorno a compiere esercizi. Gli astronauti utilizzano corde elastiche per agganciare se stessi al tapis roulant. I ricercatori ritengono che l'esercizio fisico sia una buona protezione per le ossa e serva anche a contenere la perdita di massa muscolare che si ha quando si vive per lungo tempo senza gravità.

### Igiene
La SSI non è dotata di doccia, anche se era prevista come parte dell'ormai cancellato Habitation Module. I membri dell'equipaggio possono lavarsi con un getto d'acqua, salviette umidificate e sapone erogato da un tubetto. Gli astronauti sono dotati anche di uno shampoo e un dentifricio commestibile per risparmiare acqua.
Ci sono due bagni sulla SSI, entrambi di progettazione russa, situati su Zvezda e Tranquility. I rifiuti solidi sono raccolti in sacchi individuali che sono immagazzinati in un contenitore di alluminio. Una volta che i contenitori sono pieni vengono trasferiti al veicolo spaziale Progress per lo smaltimento. I rifiuti liquidi vengono raccolti e trasferiti al sistema di recupero dell'acqua, dove vengono riciclati sotto forma di acqua potabile.

### Cibo e bevande
La maggior parte del cibo mangiato da parte degli equipaggi della stazione è congelato, refrigerato o in scatola. I menu sono studiati dagli astronauti, con l'aiuto di un dietista, prima della missione. Poiché il senso del gusto è ridotto in orbita, il cibo piccante è uno dei preferiti di molti equipaggi. Ogni membro dell'equipaggio ha pacchetti singoli di alimenti e li cuoce nella cucina di bordo dotata di due scaldavivande, un frigorifero e un distributore di acqua sia calda che fredda.
Le bevande sono fornite sotto forma di polvere disidratata che poi viene mescolata con acqua prima del consumo. Le bevande e le zuppe vengono sorseggiate tramite sacchetti di plastica con cannucce, mentre il cibo solido è mangiato con coltello e forchetta, che sono attaccati a un vassoio magnetico. Eventuali residui come briciole e frammenti di cibo devono essere raccolti per evitare l'intasamento dei filtri d'aria della stazione e delle altre attrezzature.

### Dormire nello spazio
La stazione prevede alloggi per ogni membro dell'equipaggio permanente, con due "stazioni di sonno" poste nel segmento russo e altre quattro nel modulo Tranquility. Gli alloggi statunitensi sono realizzati in cabine dimensionate per una persona e insonorizzate. All'interno un membro dell'equipaggio è in grado di dormire in un sacco a pelo, ascoltare musica, usare un computer portatile e conservare oggetti personali in un cassetto di grandi dimensioni o in reti fissate alle pareti. L'alloggio fornisce inoltre una lampada da lettura e una mensola.
Gli equipaggi in visita alla stazione, che non hanno un proprio alloggio assegnato, possono dormire in un sacco a pelo attaccato alle pareti della stazione. Gli alloggi degli equipaggi sono ben ventilati, altrimenti gli astronauti potrebbero soffocare a causa della bolla di anidride carbonica respirata che potrebbe venire a formarsi attorno a loro.

## Operatività

### Expedition
A ogni equipaggio permanente della stazione viene assegnato un numero sequenziale di expedition. Ogni expedition ha una durata di circa sei mesi e inizia con il passaggio ufficiale di consegne tra un comandante e l'altro. Le expedition da 1 a 6 consistevano in equipaggi di tre persone, ma l'incidente dello Space Shuttle Columbia ha portato a una riduzione dell'equipaggio a due soli membri per le expedition da 7 a 12. L'Expedition 13 ha visto il ripristino degli equipaggi composti da tre astronauti.
Il 27 maggio 2009 Expedition 20 ha avuto inizio e ha portato per la prima volta l'equipaggio della SSI a sei membri permanenti. Questo è avvenuto anche grazie alla missione Shuttle STS-115 che ha permesso di espandere la capacità della stazione. L'equipaggio di Expedition 20 è giunto sulla stazione in due distinti voli Sojuz TMA lanciati in due momenti diversi (ogni Sojuz TMA può contenere solo tre persone): Sojuz TMA-14 il 26 marzo 2009 e Sojuz TMA-15 il 27 maggio dello stesso anno. Tuttavia la stazione non è stata abitata permanentemente da sei membri, infatti quando l'equipaggio di Expedition 20 (Roman Romanenko, Frank De Winne e Robert Thirsk) ritornò sulla Terra nel novembre 2009, per un periodo di circa due settimane solo due membri dell'equipaggio (Jeffrey Williams e Max Surayev) rimasero a bordo. Gli astronauti a bordo aumentarono a cinque ai primi di dicembre, quando Oleg Kotov, Timothy Creamer e Soichi Noguchi sono giunti con Sojuz TMA-17. L'equipaggio è poi sceso nuovamente a tre, nel marzo 2010, per poi ritornare a sei nell'aprile 2010 con l'arrivo della Sojuz TMA-18 che ha portato Aleksandr Skvortsov, Mikhail Korniyenko e Tracy Caldwell Dyson.
La Stazione Spaziale Internazionale è il veicolo spaziale che ha ricevuto più visite nella storia del volo spaziale. Infatti al 15 dicembre 2010 ha ricevuto 297 visitatori (196 persone diverse). Mir ha avuto 137 visitatori (104 persone diverse).

### Visite di veicoli spaziali

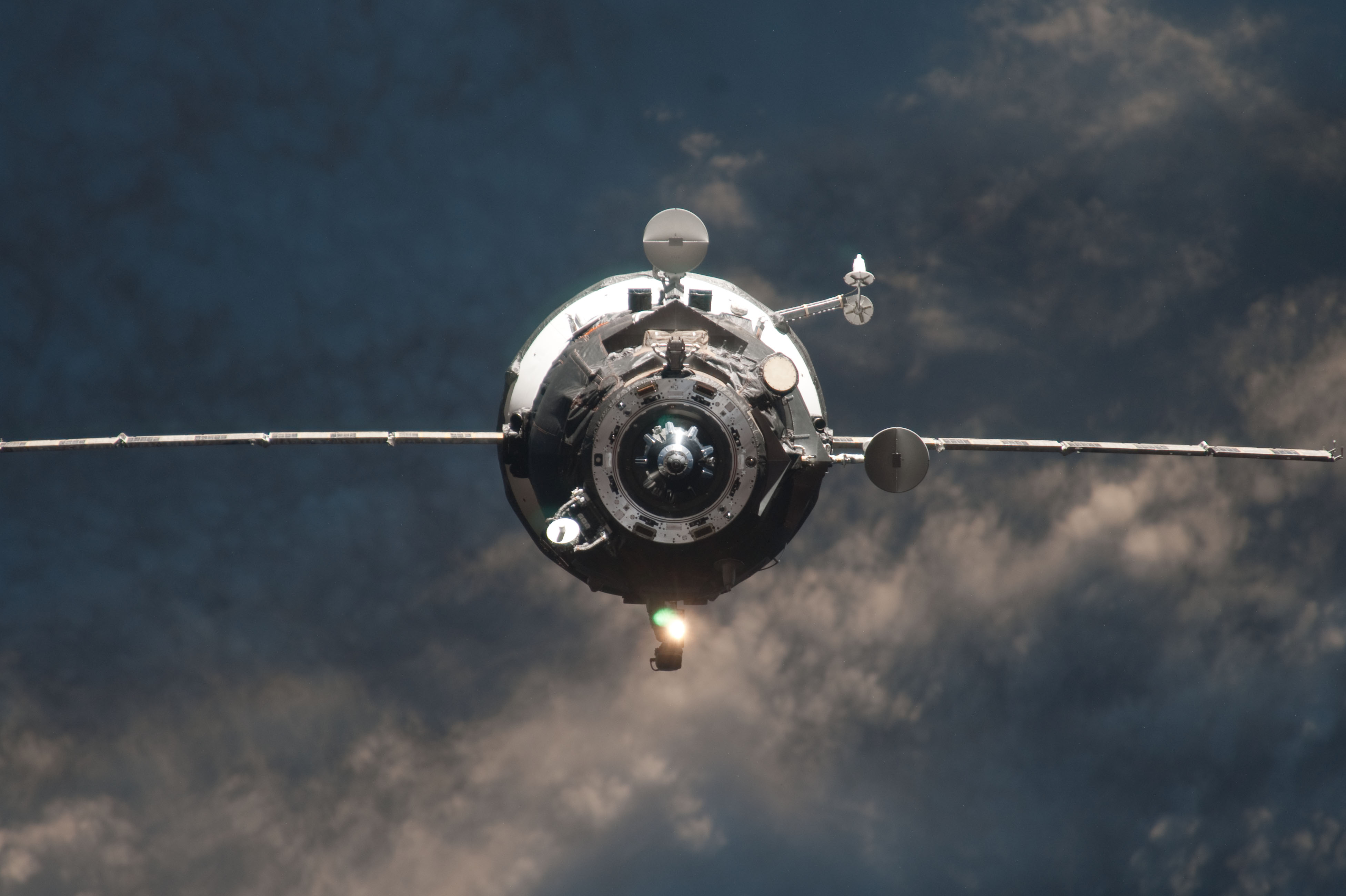
La navetta russa Progress in procinto di agganciarsi alla SSI; oltre 40 Progress hanno raggiunto la stazione, nel corso degli anni, per rifornirla di cibo, acqua, propellenti e materiale di vario tipo.

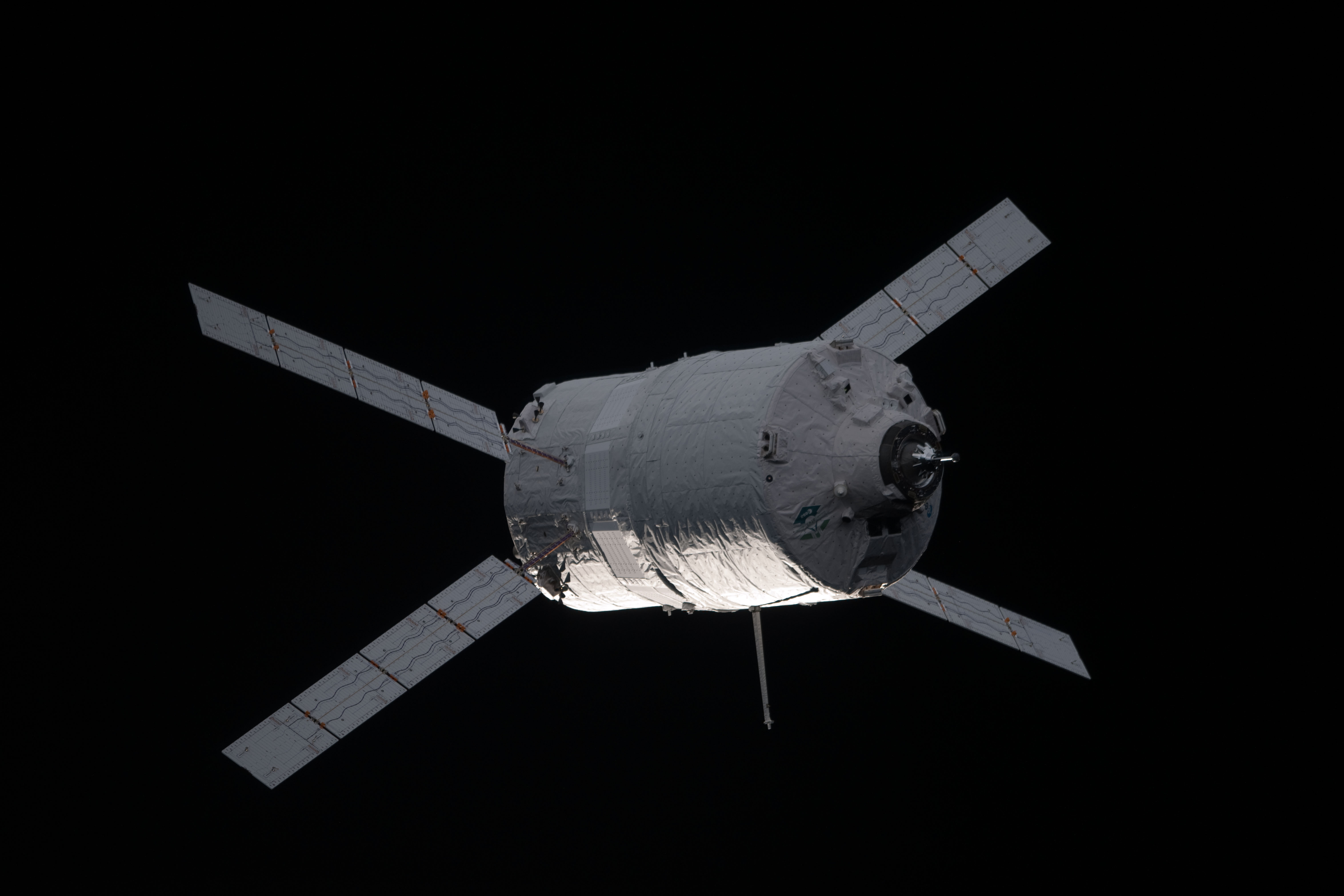
L'ATV-003 Edoardo Amaldi si prepara all'aggancio con la SSI: 28 marzo 2012.

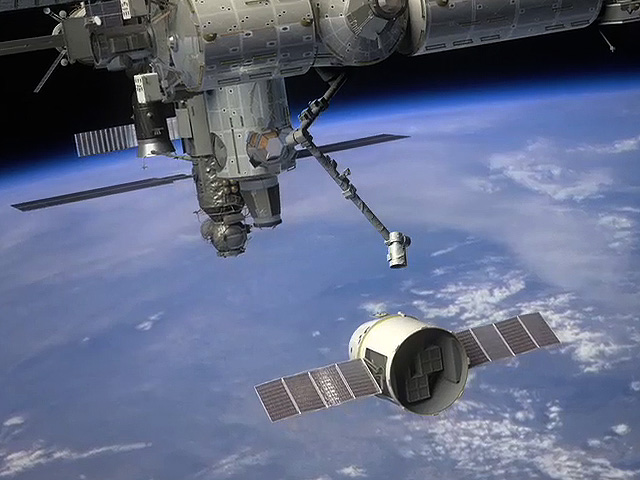
In una rappresentazione grafica, la navetta Dragon è in avvicinamento alla SSI.

Veicoli spaziali provenienti da due diverse agenzie spaziali visitano la Stazione Spaziale Internazionale per vari scopi. Il Progress russo e l'HTV dalla Japan Aerospace Exploration Agency forniscono servizi di rifornimento alla stazione. Inoltre, la Russia fornisce un veicolo spaziale Sojuz, utilizzato per la rotazione dell'equipaggio e l'evacuazione di emergenza, che viene sostituito ogni sei mesi. Dal canto loro, gli statunitensi hanno servito la SSI attraverso il programma Space Shuttle, compiendo le missioni di rifornimento, i voli di assemblaggio e logistica e la rotazione dell'equipaggio fin alla conclusione del programma; anche l'Agenzia Spaziale Europea ha servito in passato la stazione con l'Automated Transfer Vehicle.
Al 20 novembre 2014 hanno visitato la stazione 100 navette russe (Sojuz e Progress), 37 voli dello space shuttle, 5 ATV, 5 HTV, 4 Dragon e 3 Cygnus. Ogni expedition richiede, in media, 2722 kg di forniture, al 9 marzo 2011 gli equipaggi avevano consumato un totale di circa 22 000 pasti. I voli Sojuz per la rotazione dell'equipaggio e i voli di rifornimento Progress visitano la stazione rispettivamente, in media, due e tre volte ogni anno.
Dopo il ritiro dello Space Shuttle, gli Stati Uniti non disponevano di veicoli propri per raggiungere la Stazione, ed iniziarono a delegare le missioni di trasporto ad aziende private. Il vantaggio risiede nel fatto che un'azienda privata può svolgere il servizio di mero trasporto tra la SSI e la Terra in modo più economico ed efficiente. Inoltre si stimola la crescita di un mercato per l'accesso all'orbita, in grado di fornire numerosi servizi commerciali anche a enti privati. Dal 2006, il varo del programma Commercial Orbital Transportation Services, ha portato allo sviluppo di due veicoli spaziali, Dragon della SpaceX e Cygnus della Orbital Sciences Corporation, e dei due relativi razzi vettore, Falcon 9 e Antares. Questi veicoli spaziali hanno iniziato i loro voli commerciali di rifornimento cargo nel 2012 (con la missione SpaceX CRS-1); per il trasporto di persone, con il programma Commercial Crew Develompent sono state finanziate la Boeing, che ha sviluppato la capsula CST-100, e la SpaceX. Quest'ultima, in particolare, ha sviluppato una versione del veicolo Dragon adibita al trasporto di persone (Dragon Crew), che il 30 maggio 2020 è stato impiegato per la prima volta per il trasportato di astronauti statunitensi a bordo della stazione. In tal modo è stata ripristinata la capacità statunitense di trasportare astronauti sulla SSI senza la necessità di utilizzare veicoli di produzione russa.
Anche il veicolo spaziale Orion, sviluppato come un sostituto dello Space Shuttle facente parte del Programma Constellation, è stato ricollocato dal presidente Barack Obama, il 15 aprile 2010, come navetta di salvataggio per l'equipaggio della stazione. Orion, fino a quel momento, era stato del tutto cancellato dal bilancio. Il velivolo è stato infine riprogettato per il programma Artemis, destinato all'invio di astronauti sulla Luna.

#### Veicoli spaziali che hanno visitato la stazione
| Nazione                   | Veicolo                    | Missione                     | Modulo  | Data attracco (UTC) | Data sgancio     |
| ------------------------- | -------------------------- | ---------------------------- | ------- | ------------------- | ---------------- |
| Stati Uniti (bandiera)    | Space Shuttle              | STS-102 Expedition 1/2       | Harmony | 10 marzo 2001       | 19 marzo 2001    |
| Unione europea (bandiera) | Automated Transfer Vehicle | ATV-001 Jules Verne cargo    | Zvezda  | 3 aprile 2008       | 5 settembre 2008 |
| Giappone (bandiera)       | H-II Transfer Vehicle      | HTV-1 cargo                  | Harmony | 17 settembre 2009   | 20 ottobre 2009  |
| Stati Uniti (bandiera)    | Dragon 1                   | SpaceX CRS-1 cargo           | Harmony | 8 ottobre 2012      | 28 ottobre 2012  |
| /                         | Cygnus                     | Cygnus CRS Orb-1 cargo       | Harmony | 12 gennaio 2014     | 18 febbraio 2014 |
| Russia (bandiera)         | Sojuz                      | Sojuz MS-01 Expedition 48/49 | Rassvet | 9 luglio 2016       | 30 ottobre 2016  |
| Russia (bandiera)         | Progress                   | Progress MS-02 cargo         | Zvezda  | 2 aprile 2016       | 14 ottobre 2016  |
| Stati Uniti (bandiera)    | Crew Dragon                | SpaceX Crew-1 Expedition 64  | Harmony | 17 novembre 2020    | 2 Maggio 2021    |
| Stati Uniti (bandiera)    | Cargo Dragon               | SpaceX CRS-21 cargo          | Harmony | 7 Dicembre 2020     | 12 Gennaio 2021  |
| Stati Uniti (bandiera)    | CST-100 Starliner          | Boeing Orbital Flight Test 2 | Harmony | 21 maggio 2022      | 25 maggio 2022   |
| Stati Uniti (bandiera)    | Boeing Starliner Calypso   | Boeing Crewed Flight Test    | Harmony | 6 giugno 2024       | 6 settembre 2024 |

#### Veicoli attualmente agganciati
| Nazione                | Veicolo                   | Missione       | Base di lancio                 | Boccaporto di aggancio | Data di aggancio  | Data di sgancio prevista |
| ---------------------- | ------------------------- | -------------- | ------------------------------ | ---------------------- | ----------------- | ------------------------ |
| Stati Uniti (bandiera) | Cygnus (veicolo spaziale) | NG-21          | CCSFC LC-40                    | Unity nadir            | 6 agosto 2024     | 28 marzo 2025            |
| Russia (bandiera)      | Sojuz MS No. 757 Burlak   | Sojuz MS-26    | Cosmodromo di Bajkonur Site 31 | Rassvet nadir          | 11 settembre 2024 | 20 aprile 2025           |
| Russia (bandiera)      | Progress No. 459          | Progress MS-29 | Cosmodromo di Bajkonur Site 31 | Poisk zenit            | 23 novembre 2024  | maggio 2025              |
| Russia (bandiera)      | Progress No. 460          | Progress MS-30 | Cosmodromo di Bajkonur Site 31 | Zvezda aft             | 1 marzo 2025      | agosto 2025              |
| Stati Uniti (bandiera) | Crew Dragon Freedom       | Crew-10        | Kennedy Space Center LC-39A    | Harmony forward        | 16 marzo 2025     | luglio 2025              |

### Centri di controllo missione

Centri spaziali coinvolti nel programma SSI.

I componenti della SSI sono gestiti e controllati dalle loro rispettive agenzie spaziali, presso i centri di controllo sparsi in tutto il mondo, tra cui:
- Centro di controllo missione Christopher C. Kraft Jr. presso il Lyndon B. Johnson Space Center a Houston, in Texas, funge da centro di controllo primario per il segmento americano della Stazione Spaziale Internazionale e per le missioni dello Space Shuttle.[22]
- Il Payload Operations and Integration Center presso il Marshall Space Flight Center di Huntsville, in Alabama, serve come il centro che coordina tutte le operazioni che riguardano il carico utile nel segmento statunitense.[22]
- Centro di controllo missione di Roscosmos a Korolëv, Oblast' di Mosca, controlla il segmento russo orbitale della SSI e le singole missioni Sojuz e Progress.[22]
- Il Columbus Control Centre dell'ESA presso il Centro Aerospaziale Tedesco (DLR) di Oberpfaffenhofen, in Germania, controlla il laboratorio europeo Columbus.[22]
- ESA ATV Control Centre, presso il Centro Spaziale di Tolosa (CST) a Tolosa, in Francia, controlla i voli dell'Automated Transfer Vehicle.[22]
- Il JEM Control Centre e l'HTV Control Centre della JAXA presso il Tsukuba Space Center (TKSC) di Tsukuba, in Giappone, sono responsabili della gestione del complesso giapponese e di tutti i voli della HTV giapponese.[22]
- L'MSS control della CSA presso Saint-Hubert, Québec, Canada, controlla e monitorizza il Mobile Servicing System, o Canadarm2.[22]

### Sicurezza

#### Incidenti
Da quando è iniziato, il programma SSI ha avuto a che fare con diversi incidenti gravi, problemi imprevisti e fallimenti. Questi incidenti hanno avuto un impatto sul calendario di montaggio della stazione, hanno portato a periodi di ridotta capacità e, in alcuni casi, avrebbero potuto portare all'abbandono forzato della stazione se non fossero stati risolti tempestivamente.

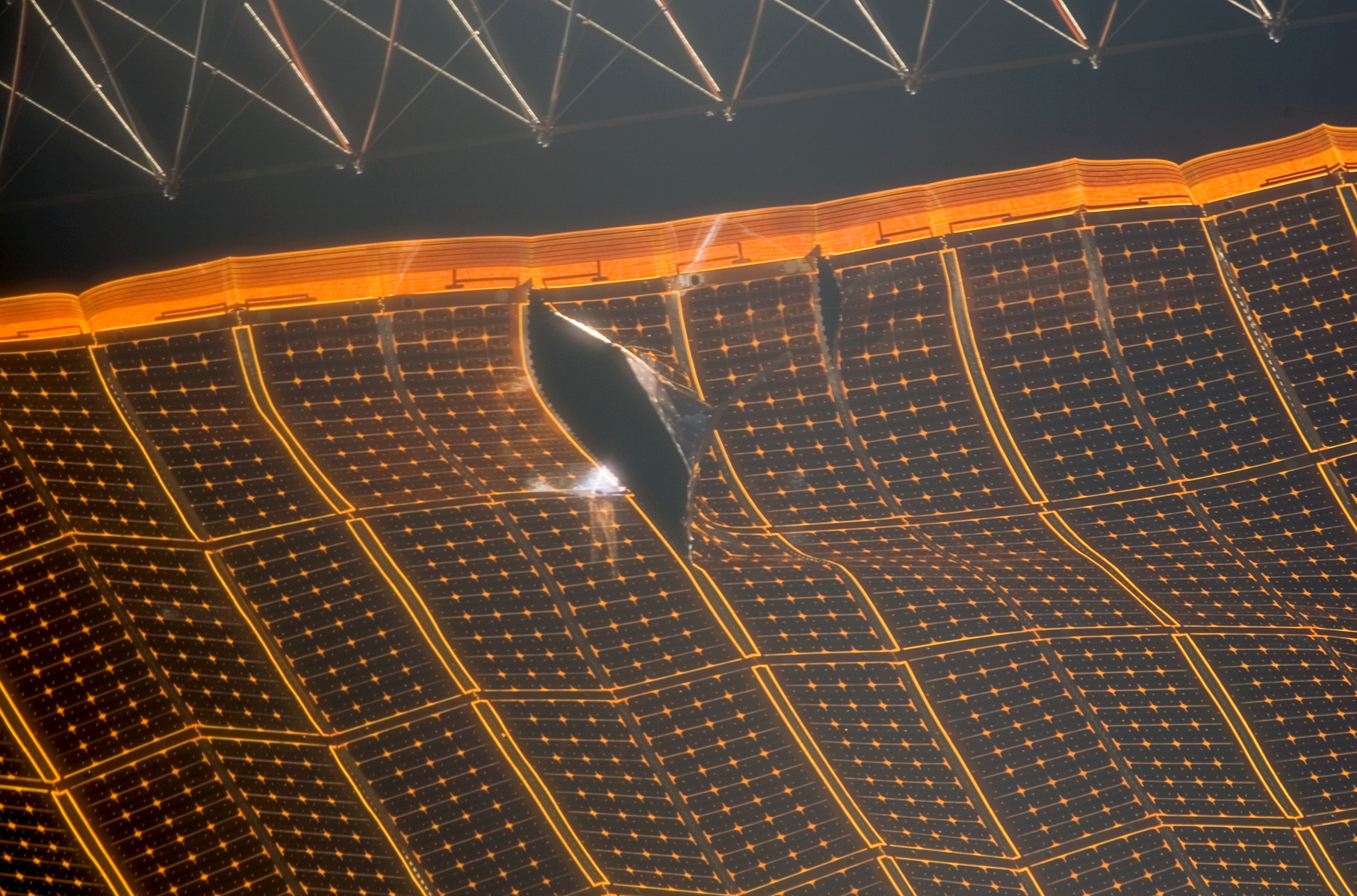
Pannello solare danneggiato, fotografato durante la missione STS-120.

Il primo evento importante e negativo che ha impattato sul programma è stato il disastro dello Space Shuttle Columbia, avvenuto il 1º febbraio 2003 (durante la missione STS-107), che ha portato a una sospensione di due anni e mezzo del programma Space Shuttle statunitense, seguito da un'ulteriore sosta dopo STS-114 a causa del continuo verificarsi di distacco di schiuma del serbatoio esterno. Questi eventi hanno fermato i piani di assemblaggio della stazione e ridotto le capacità operative della stessa. Il disastro del Columbia è stato seguito da una serie di piccoli problemi verificatisi a bordo della stazione, tra cui una perdita d'aria dal segmento statunitense nel 2004, la propagazione di fumo da un generatore di ossigeno Elektron nel 2006 e il guasto del computer nel 2007, durante la missione STS-117 che ha lasciato la stazione senza propulsione e altri sistemi di controllo ambientale. La causa principale degli incidenti è risultata essere la condensa all'interno dei connettori elettrici che ha portato a un corto circuito.

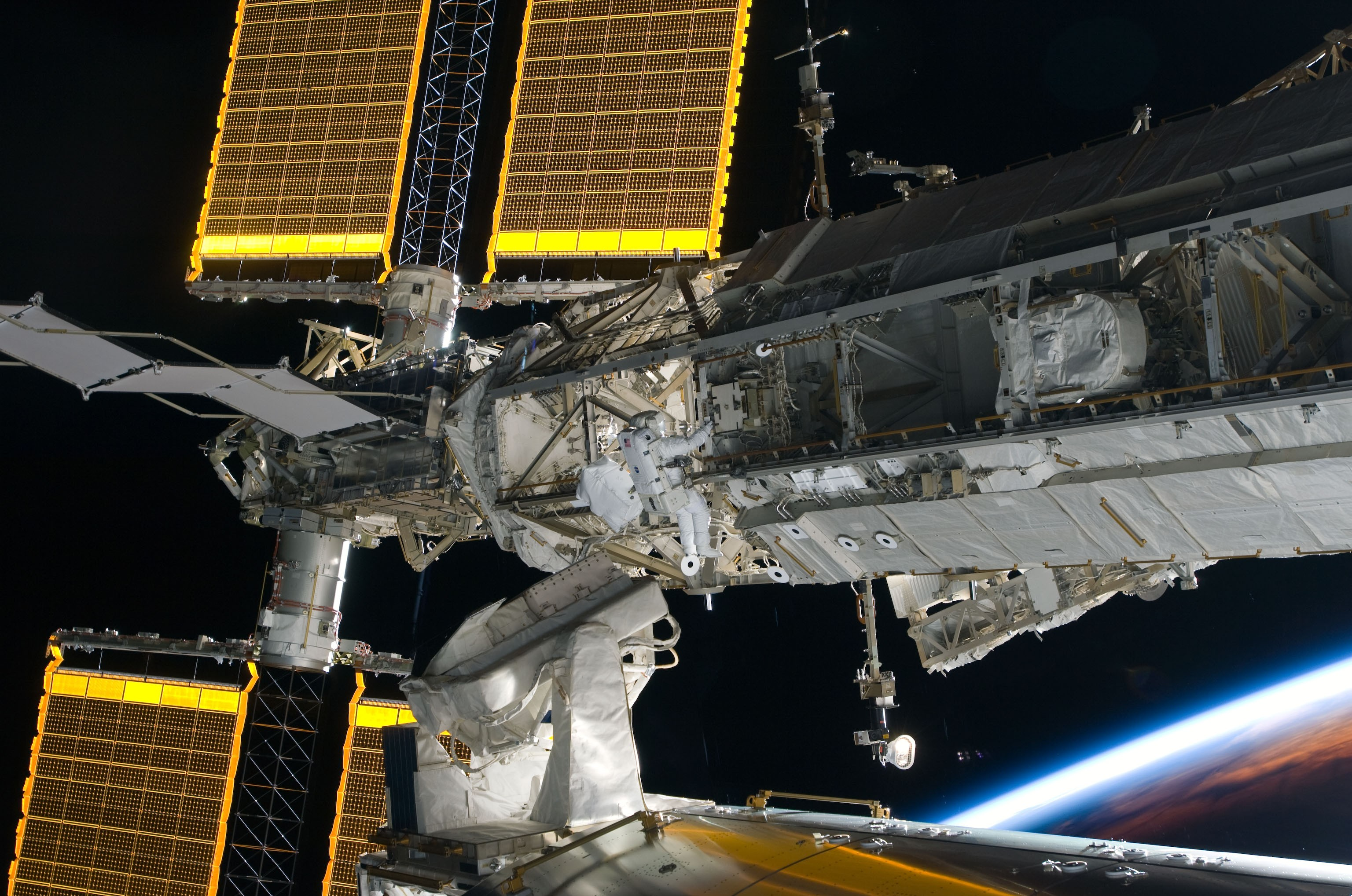
Stephen Bowen, al lavoro sul giunto SARJ, durante la missione STS-126.

Questi problemi riscontrati nelle apparecchiature interne sono poi stati seguiti da moltissimi problemi con i componenti esterni. Ad esempio, durante la missione STS-120 nel 2007, in seguito allo spostamento del traliccio P6 dei pannelli solari, è stato osservato che una parte della matrice risultava danneggiata e non completamente dispiegata. Un'EVA di emergenza è stata realizzata da Scott Parazynski, assistito da Douglas Wheelock, per riparare la matrice, attività considerata pericolosa a causa dei brevi tempi di pianificazione e della possibilità di folgorazione.
Altri problemi con i tralicci dei pannelli solari si sono verificati in seguito nello stesso anno e in particolare al sistema che ruota le matrici nella direzione del Sole. La missione STS-126 dello Shuttle ha provveduto a compiere alcune importanti riparazioni, tra cui la lubrificazione di entrambe le articolazioni e la sostituzione di 11 dei 12 cuscinetti sul giunto.
Più di recente, alcuni problemi sono stati riscontrati con i motori e con i sistemi di raffreddamento. Nel 2009 un comando errato dato ai motori di Zvezda ha causato il propagarsi in tutta la struttura di eccessive vibrazioni per oltre due minuti. Anche se nessun danno per la stazione è stato segnalato, alcuni componenti potrebbero essere stati sollecitati oltre i loro limiti progettuali. Ulteriori analisi hanno confermato l'assenza di danni e sembra che "le strutture siano ancora in grado di soddisfare le loro funzioni per il normale corso della loro vita preventivata". Ulteriori valutazioni sono tuttora in corso.
Il 2009 ha visto anche danni al radiatore S1, una delle componenti del sistema di raffreddamento della stazione. Il 15 maggio 2009 una tubazione di ammoniaca del pannello radiatore danneggiato è stata chiusa meccanicamente dal resto del sistema di raffreddamento, grazie a una valvola controllata da un computer. La stessa valvola è stata usata subito dopo per scaricare l'ammoniaca dal pannello danneggiato, eliminando la possibilità di una fuga dal sistema di raffreddamento tramite il pannello danneggiato.
Il 24 agosto 2011 la navetta cargo Progress M-12M, diretta verso la SSI per rifornirla, andò persa pochi minuti dopo il lancio, a causa di un malfunzionamento di un motore del lanciatore Sojuz. L'incidente ha causato la sospensione cautelativa di tutti i lanci della Sojuz - l'unico mezzo esistente per portare astronauti sulla stazione dalla conclusione del Programma Space Shuttle - facendo correre il rischio, poi scongiurato grazie al successo del lancio di Progress M-13M, di dover abbandonare la stazione per evitare che una prolungata esposizione allo spazio determinasse il degrado delle scialuppe di salvataggio degli astronauti, impedendone l'uso e quindi il rientro a terra degli astronauti stessi.
Un incidente simile accadde nel 2014 con la distruzione di una navetta di rifornimenti Cygnus a seguito dell'esplosione di un razzo Antares che comportò la perdita del carico destinato agli esperimenti scientifici.
Il 28 aprile 2015 la navetta cargo Progress M-27M, diretta verso la SSI per rifornirla, andò persa dopo l'ingresso nell'orbita bassa terrestre, in seguito a un malfunzionamento che ne ha causato una rotazione incontrollata e il successivo rientro distruttivo nell'atmosfera terrestre.

#### Un problema al circuito di raffreddamento
Il 1º agosto 2010 il guasto di una pompa di ammoniaca che si occupa del riciclo del liquido nel sistema di raffreddamento ha lasciato la stazione con solo la metà della sua normale capacità di termoregolazione e zero ridondanza in alcuni sistemi.
Le operazioni programmate sulla Stazione Spaziale Internazionale sono state interrotte e sono state affrontate una serie di attività extraveicolari per risolvere il problema. Una prima EVA, il 7 agosto 2010, ha cercato di sostituire il modulo danneggiato, ma una fuga di ammoniaca ha costretto a interrompere la riparazione. Solo con la seconda EVA, l'11 agosto, è stato possibile rimuovere correttamente il modulo della pompa. Una terza EVA è stata necessaria per ripristinare la funzionalità normale dell'intero sistema.
Nel 2015 un falso allarme proveniente dallo stesso circuito di ammoniaca ha costretto gli astronauti a evacuare il segmento statunitense e a rifugiarsi in quello russo.
Il sistema di raffreddamento della stazione è in gran parte costruito dalla società americana Boeing.

#### Detriti orbitali
Alle basse quote dove orbita la SSI vi è una varietà di detriti spaziali, costituiti da parti di razzi abbandonati, frammenti di esplosioni, scaglie di vernice, scorie di motori a propellente solido e molti altri oggetti. Questi oggetti, oltre ai micrometeoriti naturali, rappresentano una minaccia per la stazione in quanto hanno la capacità di bucare i moduli pressurizzati e danneggiare altre parti. I micrometeoriti possono anche rappresentare un rischio per gli astronauti, in quanto questi oggetti potrebbero forare le loro tute spaziali, durante le attività extraveicolari, causando la loro depressurizzazione.
Le sezioni pressurizzate e i sistemi critici della stazione sono protetti da pannelli balistici, chiamati anche scudi antimeteoriti, il cui spessore varia a seconda della esposizione al rischio di danni. I moduli statunitensi sono protetti da scudi di Whipple, con uno strato interno in alluminio spesso 1,5–5,0 cm, uno strato intermedio in Kevlar e Nextel (una fibra in ceramica) spesso 10 cm e uno strato esterno di acciaio inossidabile. Lo scudo è studiato per frammentare i detriti all'impatto prima che colpiscano lo scafo del modulo, disperdendone l'energia. I moduli russi utilizzano un rivestimento di polimero rinforzato con fibra di carbonio sovrapposto a uno strato di alluminio a nido d'ape, un rivestimento di isolamento termico e ricoperto da un tessuto in fibra di vetro.
I detriti spaziali vengono monitorati a distanza da terra e l'equipaggio della stazione può essere avvertito nel caso un oggetto di notevoli dimensioni fosse in rotta di collisione. Ciò consente di intraprendere una manovra detta Debris Avoidance Manoeuvre (DAM) che utilizza propulsori posti sul segmento orbitale russo per modificare l'altitudine orbitale della stazione ed evitare il detrito. Le DAM non sono infrequenti e avvengono tutte le volte che i modelli di calcolo mostrano un detrito che si avvicina a una distanza considerata pericolosa. Dieci manovre sono state eseguite prima del marzo 2009, le prime sette tra ottobre 1999 e maggio 2003. Di solito l'orbita viene innalzata di uno o due chilometri per mezzo di un aumento della velocità orbitale nell'ordine di 1 m/s. Insolitamente il 27 agosto 2008 si è realizzato un abbassamento di 1,7 km, il primo in 8 anni. Nel 2009 si sono verificate ulteriori due DAM, una il 22 marzo e una il 17 luglio. Se una minaccia da detriti orbitali viene identificata troppo tardi per effettuare una manovra di allontanamento, l'equipaggio della stazione chiude tutti i boccaporti e si ritira nelle proprie navicelle, in modo da poter evacuare velocemente la stazione in caso di grave danneggiamento da impatto. Altre parziali evacuazioni della stazione si sono verificate: il 6 aprile 2003, il 13 marzo 2009, il 28 giugno 2011, il 16 giugno 2015. A novembre 2021 una nube di detriti creata dal test di un'arma antisatellite russa, che ha intenzionalmente distrutto un satellite in disuso (Kosmos 1408), ha costretto gli astronauti a proteggersi nelle navette per precauzione. Due settimane dopo l'evento è stato necessario abbassare l'orbita della stazione di 310 metri. In base ad un report della NASA a dicembre 2022, durante la sua vita operativa, la stazione spaziale ha dovuto correggere la sua traiettoria 32 volte per evitare detriti spaziali. Gli ultimi eventi si sono verificati il 24 agosto e il 10 novembre 2023.

#### Esposizione alle radiazioni
La Stazione ha un apogeo di 410 km e le Fascia interna di Van Allen inizia intorno ai 1000 km ma senza la protezione dell'atmosfera terrestre, gli astronauti sono esposti a più alti livelli di radiazione dovuta al flusso costante di raggi cosmici. Gli equipaggi della stazione sono esposti a circa 1 millisievert di radiazione ogni giorno, che è circa la stessa quantità che ogni essere umano riceve sulla Terra in un anno da fonti naturali. Ciò si traduce in un rischio più elevato di sviluppare un tumore per gli astronauti. Alti livelli di radiazioni possono causare danni ai cromosomi dei linfociti. Queste cellule sono fondamentali per il sistema immunitario e quindi il loro danneggiamento potrebbe contribuire alla bassa immunità sperimentata dagli astronauti. L'aumento dell'esposizione alle radiazioni viene correlata anche a una maggiore incidenza di cataratta negli astronauti. Farmaci protettivi e protezioni di schermatura possono ridurre i rischi a un livello accettabile, ma i dati sono scarsi e l'esposizione a lungo termine si potrà tradurre in un aumento dei rischi.
Nonostante gli sforzi per migliorare la schermatura contro le radiazioni sulla SSI, rispetto alle stazioni precedenti come la Mir, i livelli di radiazione all'interno della stazione non sono stati sufficientemente ridotti. Si ritiene che sia necessario un ulteriore avanzamento tecnologico per rendere possibili i voli spaziali umani di lunga durata all'interno del sistema solare. I livelli di radiazione sperimentati a bordo della SSI, sono circa 5 volte superiori a quelle dei passeggeri delle linee aeree. Ad esempio, su un volo di 12 ore, un passeggero riceverebbe 0,1 millisievert di radiazioni, solo 1/5 dell'esposizione sperimentata dagli astronauti.

## Fine missione
Il mantenimento della stazione spaziale è frutto di impegni economici di vari governi tramite le loro agenzie spaziali. La stazione è sopravvissuta e continua a sopravvivere a piccoli incidenti, ritardi di rifornimenti, prolungamenti della vita, crisi internazionali, ma nonostante ciò alcune agenzie spaziali si stanno preparando al giorno in cui si dovrà abbandonarla, anche perché molti moduli hanno superato il limite di vita per cui erano stati progettati. Negli anni sono stati presentate diverse proposte di smaltimento, parcheggio in orbite più stabili o progetti di riutilizzo.
L'agenzia spaziale russa ha annunciato nel 2009 l'intenzione di separarne i moduli russi a fine vita per creare una stazione spaziale russa di nuova generazione, OPSEK, programmando anche un cambio del piano orbitale per servire meglio il cosmodromo di Pleseck e usarla come punto di partenza per le missioni umane sulla Luna.
Al termine del 2010 è stato proposto l'impiego di una navetta Progress modificata o due navette per far uscire dall'orbita la stazione spaziale. Un'altra ipotesi riguardava l'utilizzo di uno speciale ATV prodotto dopo la chiusura del programma europeo. 
Nel 2011 la Boeing ha proposto alla NASA un progetto chiamato Exploration Gateway Platform, un avamposto situato nel punto di Lagrange L1 del sistema Terra-Luna, e costruito con il riutilizzo di componenti del segmento orbitale statunitense. 
Il 30 settembre 2015 la NASA ha esteso di cinque anni il contratto con Boeing riguardante la SSI, per prolungare l'operatività della sua struttura primaria sino al 2028. 
Tra le varie proposte, è stata ipotizzata una riconversione della stazione per operazioni commerciali, dopo la fine della gestione delle agenzie governative.
Nel 2018 il congresso statunitense ha approvato il Leading Human Spaceflight Act, che prevedeva una estensione dell'operatività della stazione fino al 2030, decisione confermata a fine 2021. 
La NASA ha pubblicato nel febbraio 2022 un piano per la dismissione della stazione. L'opzione di disassemblaggio e trasporto sulla terra è stata esclusa a causa dell'ingente numero di missioni richieste, considerando l'assenza di una navetta con grande capacità di carico come lo Space Shuttle. L'innalzamento a un'orbita cimitero è stata giudicata problematica per l'elevata massa della stazione: le attuali capacità propulsive del modulo Zvezda e della navetta Progress non sono in grado di portarla a una tale orbita. Infine, un decadimento orbitale naturale con un rientro casuale comporta il rischio che qualche frammento sopravviva al rientro atmosferico e precipiti su un'area popolata. Questa possibilità è stata considerata inaccettabile dall'agenzia spaziale statunitense.
La dismissione avverrà con una manovra di uscita dall'orbita eseguita tramite i sistemi propulsivi della stazione ed eventualmente con l'impiego di una navetta. I detriti saranno diretti verso un punto dell'oceano pacifico chiamato punto Nemo, scelto per il rientro controllato di oggetti in orbita a causa della sua distanza dalle aree popolate.